# Citroën Traction Avant

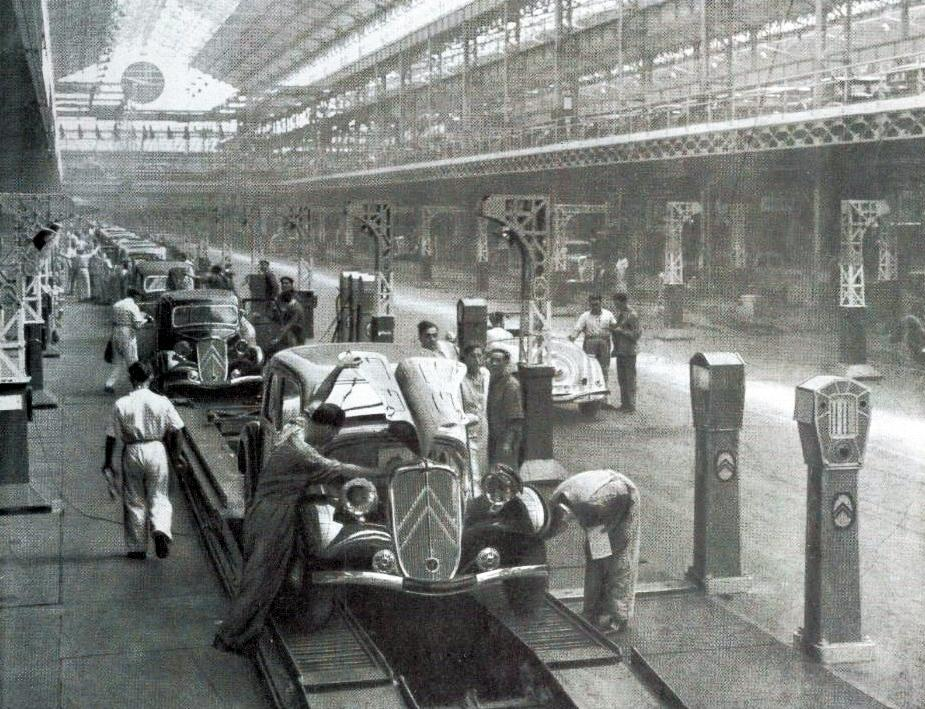
La chaîne de montage de la Traction Avant en 1934 - Quai de Javel - Paris (1re année).

La Citroën Traction est une automobile produite par le constructeur français Citroën de 1934 à 1957. Son histoire est liée dans la mémoire collective à l'Occupation, tour à tour voiture de la Gestapo et icône de la Résistance. Elle fut également le véhicule préféré des gangsters en raison de ses qualités routières exceptionnelles pour son époque.
Cette automobile dispose alors d'une particularité rare sur les automobiles de sa catégorie : les roues motrices sont celles du train avant. Cette disposition est inventée en 1926 par Nugue, Pierre Fenaille et Jean Albert Grégoire et c'est ce dernier qui met au point la toute première voiture à roues avant motrices et directrices. Grégoire pilotera l'un des tout premiers prototypes de la voiture moderne, la Tracta-Gephi. La traction est l'innovation première de cette nouvelle Citroën. En France, cette technique est rapidement associée à la Citroën, ce qui lui vaut son surnom, « Traction », et plus tard le pléonasme « Traction avant ». La vraie nouveauté est d'associer sur un même véhicule les solutions les plus modernes de l'époque : en plus du mode de transmission, une structure monocoque (inventée et brevetée par Vincenzo Lancia en 1918), des freins hydrauliques et une suspension à roues indépendantes sur les quatre roues. La Traction Avant bénéficie quoi qu'il en soit d'une meilleure tenue de route que la plupart de ses contemporaines, ce qui attise l'imagination des publicitaires : « La Traction Avant dompte la force centrifuge ». Sans cesse améliorée par André Lefèbvre, cette Citroën a ouvert la voie à la production en grande série de véhicules équipés de cette technique, ses qualités lui valant sa longue carrière et la production de 760 000 exemplaires.

## Historique

### Le concept de la traction
En 1897 la voiturette de Georges Latil inaugure le système nommé « avant-train ».
En 1904, apparaît aux États-Unis une imposante voiture de course à moteur transversal réalisée par Walter Christie. Avec la suppression de l'arbre de transmission, qui permet d'abaisser le centre de gravité de la voiture, la traction ne laisse pas indifférents les constructeurs de machines de compétition.
En 1924, Harry Miller réalise une huit cylindres à deux arbres à cames en tête de deux litres (puis 1 500 cm3), avec les tambours de frein placés en sortie de pont.
En 1928 et 1929, apparaissent des voitures à traction chez Tracta (France) et Alvis (Grande-Bretagne). En novembre 1929 est lancée la première traction construite en série, bien qu'en faible quantité, la Cord L-29 (pour son année de naissance), une huit cylindres en ligne équipée d'un Lycoming latéral de 4,9 litres et 125 ch. Disponible en cabriolet, berline et berline découvrable, cette magnifique voiture attirera également les grands carrossiers comme Le Baron ou Alexis de Sakhnoffsky. Elle fera admirer sa ligne surbaissée dans les concours d’élégance européens, notamment à Monaco en 1930. Victime de la crise économique, la Cord L-29 est retirée à la fin de 1931 après que 5 000 exemplaires environ ont été produits.
En 1930, Stoewer présente la V5, modèle haut de gamme produit en très petites quantités (2 100 exemplaires pour le modèle de série commercialisé en 1931).
Au Salon de Genève de 1932, Adler expose sa Trumpf traction, à suspension à roues indépendantes. Cette traction est suivie de la Trumpf Junior, de la Trumpf de 1,7 litre et d’un modèle de 2 litres. Des versions de course de ces modèles souvent pourvus de carrosseries aérodynamiques obtinrent de grands succès.
Au Salon de Paris 1934, soit six mois après le lancement de la Citroën, la société Chenard et Walcker présente la Super Aigle 4, une traction dont la conception mélange des éléments traditionnels et quelques notes de modernisme. Mais la firme de Gennevilliers ne dispose ni des moyens, ni du talent publicitaire d'André Citroën, et aujourd'hui, la Super Aigle 4 est inconnue du public.

### Conception et développement de la Citroën Traction

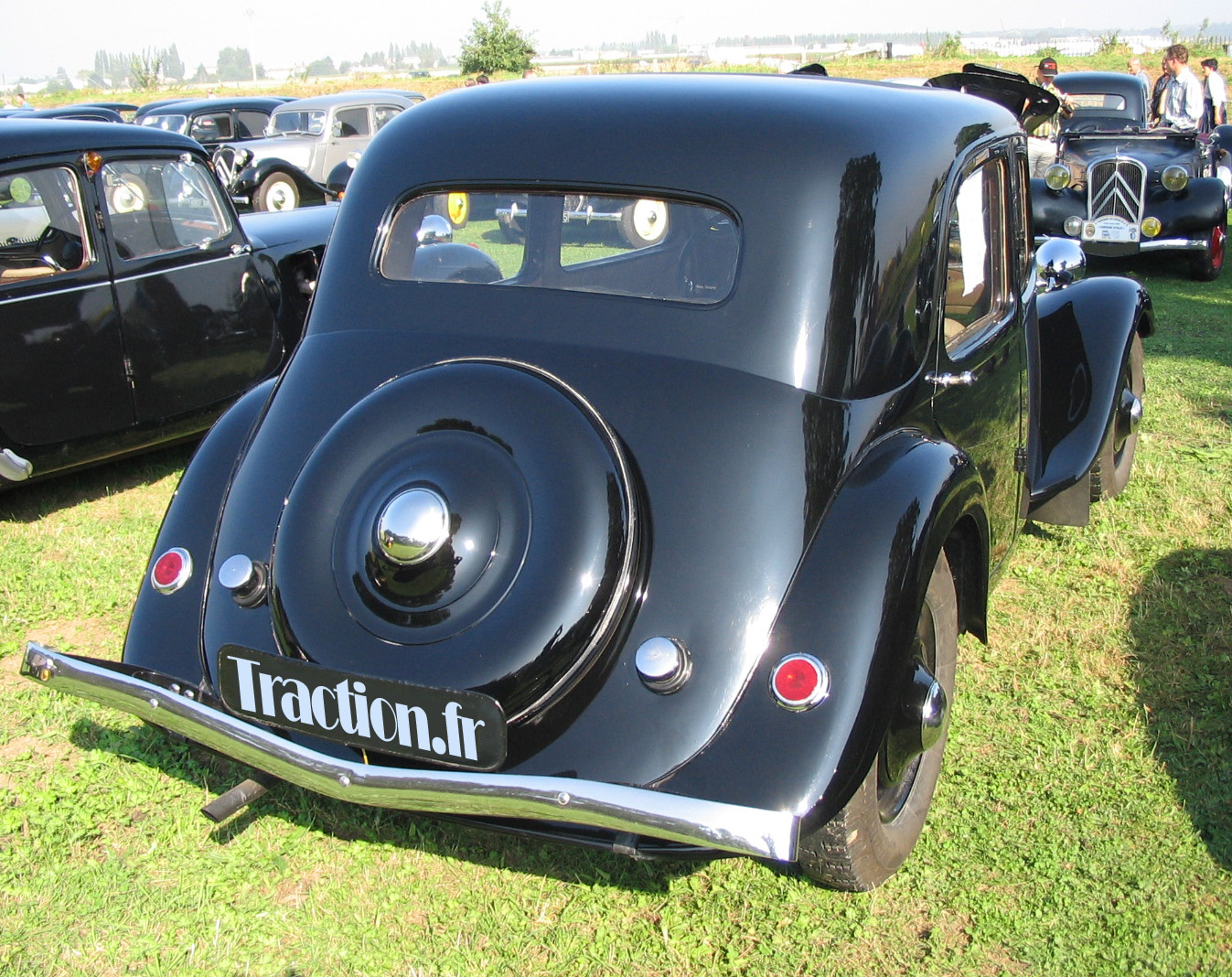
Modèle 7A de 1934 à malle borgne.

L'année 1934 est une année charnière, aussi bien pour la marque Citroën que pour son fondateur, André Citroën. Les finances de l'entreprise sont au plus bas. Aussi, Citroën se doit d'innover pour augmenter la production qui baisse dangereusement et assainir les finances de sa société. La Rosalie se vend bien, mais pas assez pour assurer la pérennité de la société. Le modèle qui doit permettre à Citroën de remonter la pente est présenté place de l'Europe le 18 avril 1934. Officiellement, il se nomme 7 en raison de la puissance fiscale française de 7 CV, mais l'histoire le rebaptisera « Traction Avant ».
La nouvelle Citroën, qui marque une réelle rupture avec la Rosalie, se singularise esthétiquement par sa ligne entièrement aérodynamique, résultat de la mode du Streamline Moderne. Très différent de celui des productions contemporaines, le style de la carrosserie permet à la voiture de se singulariser aux yeux du public, interdisant toute confusion avec un modèle à transmission conventionnelle. Dans un premier temps uniquement disponible en berline, la voiture offre une ligne moderne, œuvre du designer Flaminio Bertoni à qui l'on doit aussi la 2 CV, l'Ami 6 et la DS. Le coupé et le cabriolet auraient été mis en forme par Jean Daninos (le futur créateur des Facel Véga, mais cela n'est pas vraiment prouvé). Les premières Traction Avant se reconnaissent à leur toit en moleskine et non entièrement tôlé comme ce sera le cas plus tard, ainsi que par l'absence d'une malle ouvrante de l'extérieur.
La conception très rapide, en dix-huit mois, n'a pas permis de tester suffisamment la voiture. Les premiers clients feront les frais de cette absence de fiabilité. Les cardans cèdent rapidement, entraînant la perte des roues avant, la « caisse monocoque » n'est pas assez résistante et plie, le pavillon se déchire vers l'arrière au niveau des soudures sans parler des problèmes de moteur, un petit 1 300 cm3 avec ses trop modestes 32 chevaux, et de boîte de vitesses. En effet, la Traction ne reprend pas les organes mécaniques de la Rosalie : sa conception est entièrement nouvelle et le réseau du service après vente Citroën, pas assez formé, a du mal à prendre en charge et à réparer les automobiles qui reviennent sous garantie.
Cependant, les ingénieurs de l'entreprise n'auront de cesse d'améliorer et fiabiliser le modèle, tout en étendant la gamme vers le haut avec des mécaniques plus puissantes à moteur à quatre cylindres (Tractions 7B et 7C de neuf chevaux fiscaux, puis 7S, soit de l'ordre de 1 300 à 1 630 cm3 de cylindrée, soit jusqu'à 46 ch, et Traction 11AL/11A de onze chevaux fiscaux, soit de l'ordre de 1 911 cm3 de cylindrée) puis plus grosses, à moteur six-cylindres en ligne (Traction 15-Six) de seize chevaux fiscaux, soit de l'ordre de 2 867 cm3 de cylindrée, et enfin à moteur huit-cylindres en V de vingt-deux chevaux fiscaux, soit de l'ordre de 3 822 cm3 de cylindrée et 100 ch, présentée au Salon de Paris de 1934, dont le moteur est issu de l'association et de la disposition en V de deux moteurs de Traction 11 (d'où le « 22 »). La Traction 22 ambitionnait de développer quelque 100 ch. Cette dernière motorisation restera à l'état de prototype et ne sera jamais produite en série.
De l'avis général, la Traction est réellement devenue fiable et mûre à partir des modèles 1936. Mais les déboires des débuts auront raison de la société Citroën qui dépose le bilan et est reprise par la famille Michelin, son principal créancier. Michelin restera propriétaire de Citroën jusqu'en 1968, date à laquelle la société PARDEVI (Participations et développement industriel), est constituée avec le géant italien Fiat à qui Michelin vend 49 % de Citroën et s'engage à lui céder le reste avant 1975. L'opération sera bloquée par le général de Gaulle qui veut que la marque reste française.

### Seconde Guerre mondiale
Adoptée par l'armée française et réquisitionnée par l'armée allemande dès 1940, la Traction est allée pendant la Seconde Guerre mondiale des sables de Libye aux glaces de Stalingrad. Elle est devenue le véhicule emblématique des hommes de la Résistance et des maquis, reconnaissable à ses grandes lettres peintes FFI sur les portières pendant la Libération. Après-guerre, elle est aussi la voiture de Pierrot le fou et du gang des Tractions Avant.
La paix revenue, la production de la Traction reprend dès le second semestre 1945. Au Salon de Paris 1952, la voiture recevra une malle arrière rectangulaire. Quant à la 15, elle sera équipée en 1954 d’une suspension hydropneumatique sur l’essieu arrière (modèle 15-Six H), innovation montée l’année suivante sur les quatre roues de la DS. La même année, le président René Coty, fraîchement élu à l’Élysée, passe commande de deux 15 d’apparat, une limousine carrossée par Franay sur un dessin de Philippe Charbonneaux et un cabriolet réalisé par Chapron.

### Fin de carrière

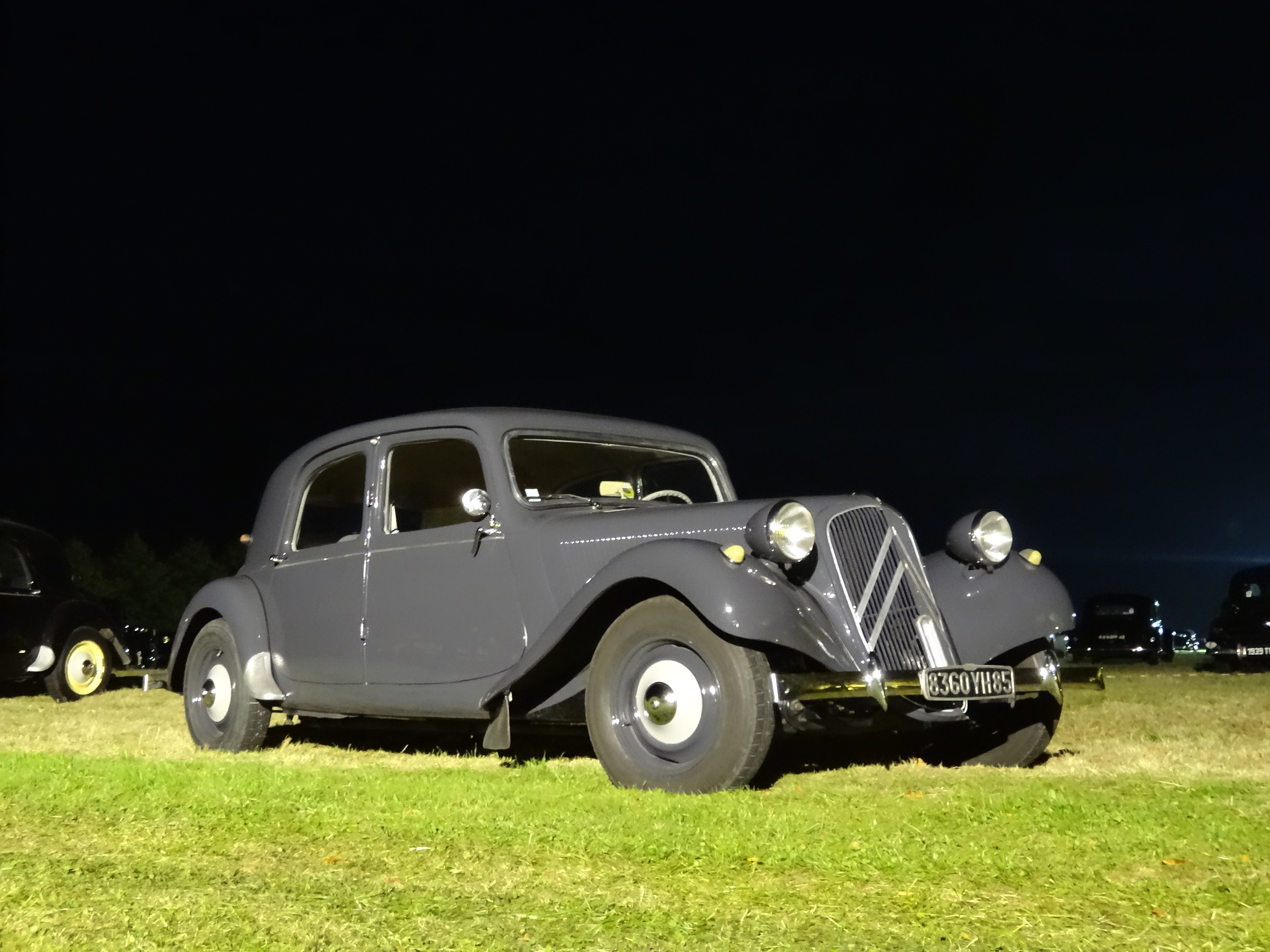
Traction avec clignotants.

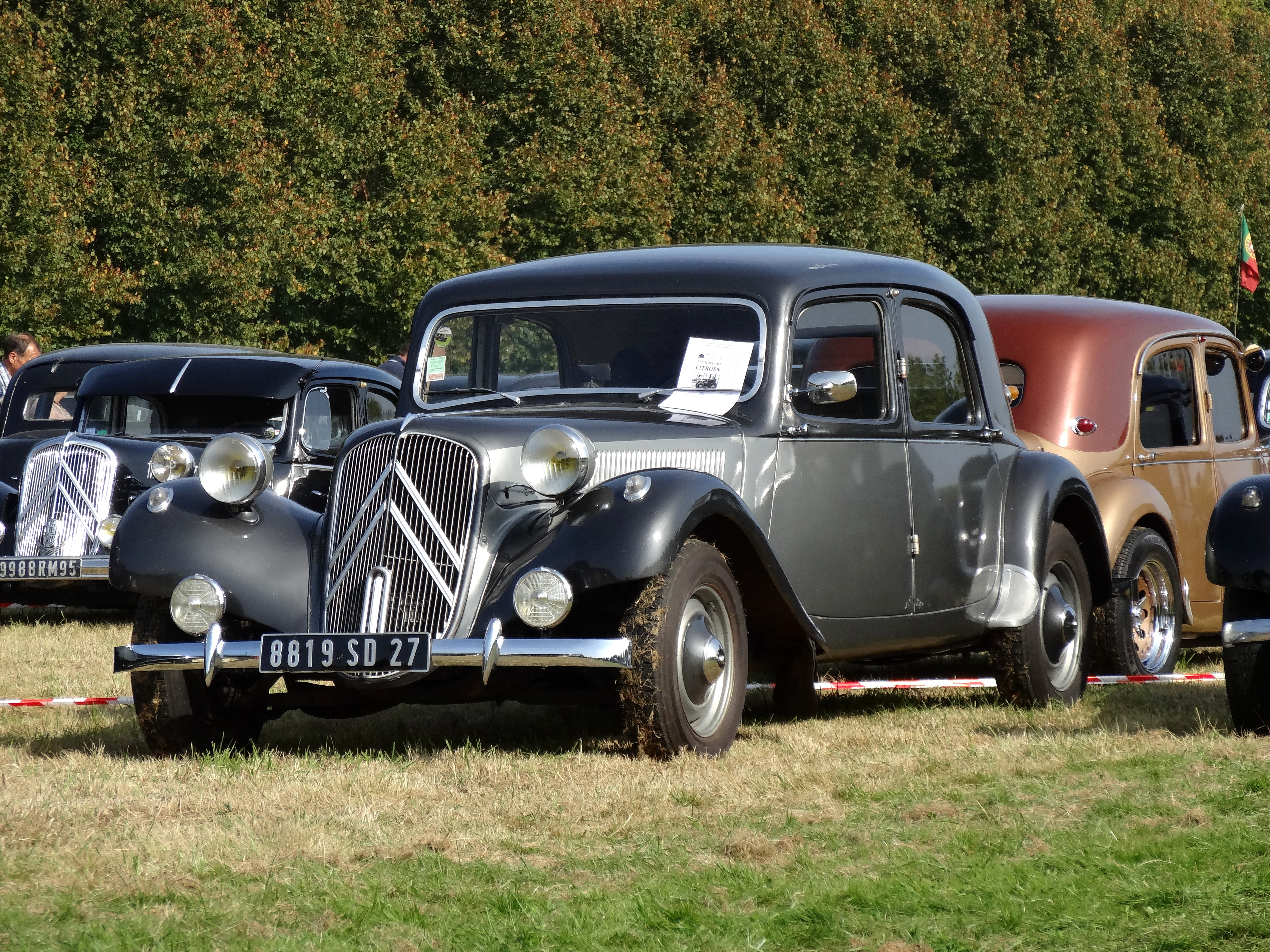
Tractions bicolores.

C'est à partir du moment où les journalistes ne s'intéressent plus à ce qu'ils considèrent comme une voiture vieillissante que la Traction Avant va connaître une fin de carrière brillante. Les raisons en sont nombreuses :
- le rajeunissement, entrepris durant l'été 1952, commence par l'apparition de quatre clignotants avec un nouveau dessin du compteur et de la lèvre de tôle claire au sommet du tableau de bord ;
- à l'automne, c'est l'apparition d'une malle avec capot bombé, avec une sellerie entièrement repensée et une planche de bord deux tons qui transforment l'intérieur de la berline, la rendant plus claire et plus gaie.

Le succès est immédiat et la clientèle se porte de plus en plus vers la Traction Avant, laquelle, compte tenu de son rapport qualité/prix et de son habitabilité, restera jusqu'en 1957 une véritable affaire pour ceux qui ne sont pas très attentifs à la mode.
Seule ombre au tableau, la 11 CV n'est toujours disponible qu'en une seule couleur de caisse : le noir, et ce jusqu'en 1953. La naissance de la Citroën DS, fin 1955, condamne la Traction Avant, mais sa disparition demeure néanmoins lente pour une simple raison : la DS ne pouvait pas intéresser les dizaines de milliers d'usagers pour lesquels acheter une Traction pour 600 000 francs était une dépense acceptable, alors que la DS à 900 000 francs, certes bien plus moderne, était inabordable et donc réservée à des catégories sociales plus aisées.

### Compétition

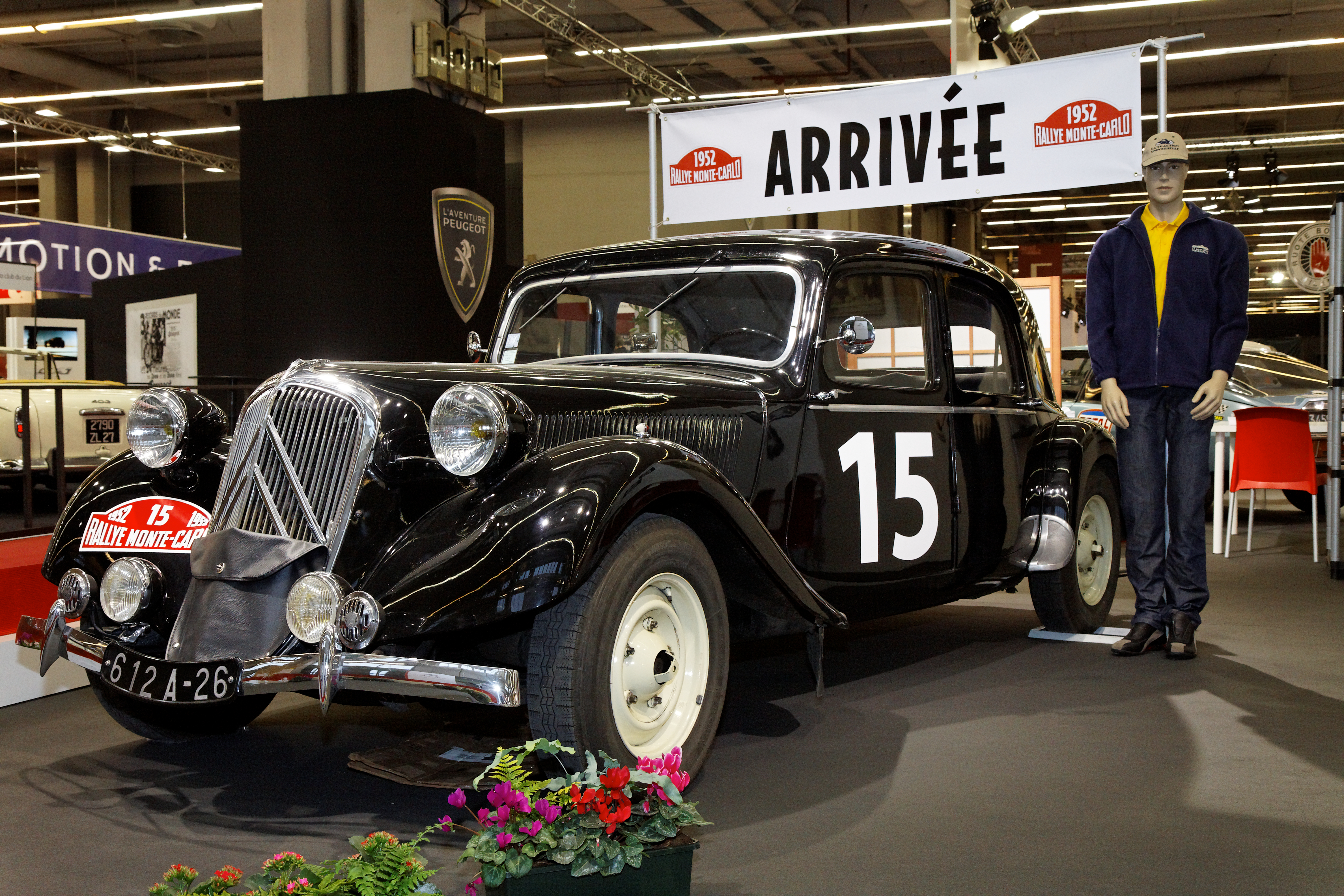
Citroën 15 Six de l'édition 1952 du rallye Monte-Carlo.

- En 1938 (version 11 légère Gr.III avec Jerzy Strenger), 1955 (version 11 CV Gr.VII Tourisme avec Jerzy Zaczeniuk[11]) et 1956 (version 11 CV -BL- Gr.VII avec Edward Niziołek) Citroën remporte le Rallye de Pologne dans ses catégories.
- En 1949, Gaston Gautruche est vainqueur à la Coupe des Alpes sur 11 CV (BL).
- La même année trois 11 CV sont aux trois premières places du Rallye des Neiges[12].
- En 1950 et 1951, deux victoires de catégories par années au Grand Prix d'Agadir, par Osstyn, et Larivière, coup sur coup.
- De 1950 à 1952, la voiture remporte à trois reprises consécutives le Rallye Lyon-Charbonnières (deux victoires de la 11 CV, et une victoire de la 15 CV).
- En 1951 et 1952, Noël Pouderoux s'impose aussi au Rallye du Mont-Blanc sur version 15.
- En 1951 et 1952 toujours, Per Bergan remporte le Rallye Vicking suédois sur la 11 CV (1re et 2e éditions)[13],[14].
- En 1951 encore, Claude Soulary gagne le Rallye des Routes du Nord (alors appelé Rallye du Textile) sur une 15-6.
- En 1951 victoire de catégorie (3L.) avec René Bourrely aux 12 Heures de Hyères[15].
- En 1953, 1954 et 1956, le Critérium Neige et Glace revient à Jean Prestail et à sa femme Monique sur une 11 CV (BL) à double carburateur.
- En 1953, Gerd Seibert remporte le Rallye de Sestrières, dans le cadre du Championnat d'Europe[16].
- En 1953, J. Raemaekers et Baudé obtiennent une victoire de catégorie au Rallye des Lions, sur 15-6.
- En 1954, Lucien Paillet gagne le Rallye d'Automne sur 11 CV.
- À signaler encore la victoire au rallye d'Aix-en-Provence, pour l'année 1954.

## Modèles

### Les carrosseries
- Berline cinq places.
- Limousine six places : « conduite intérieure », « familiale » (8 places dont trois strapontins repliables) et « commerciale ».
- Coupé (dénomination officielle de Citroën : « faux-cabriolet », 2 places intérieures plus 2 places extérieures).
- Cabriolet (ou « roadster »).

Differents types de carrosseries
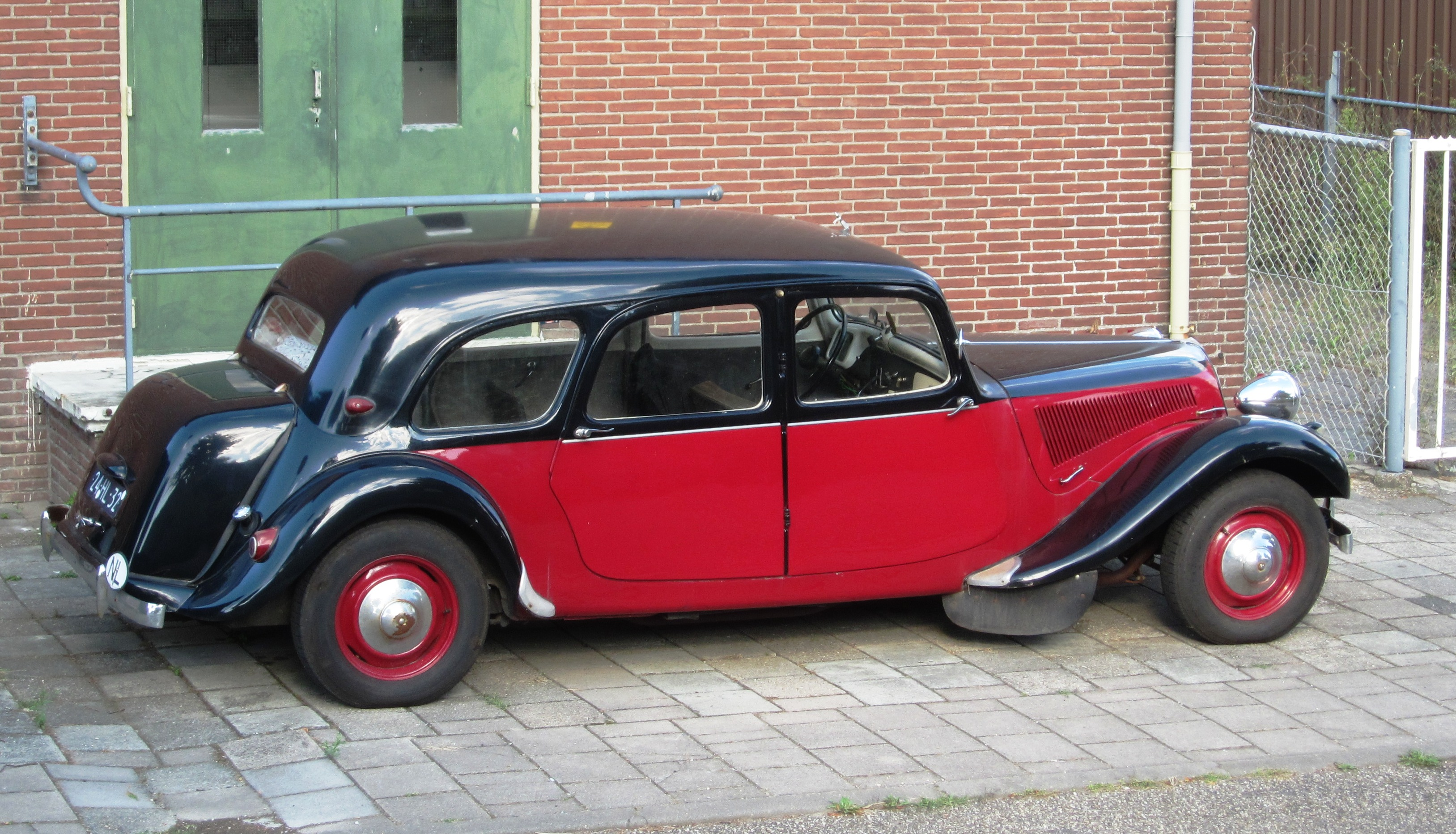
Traction familiale.
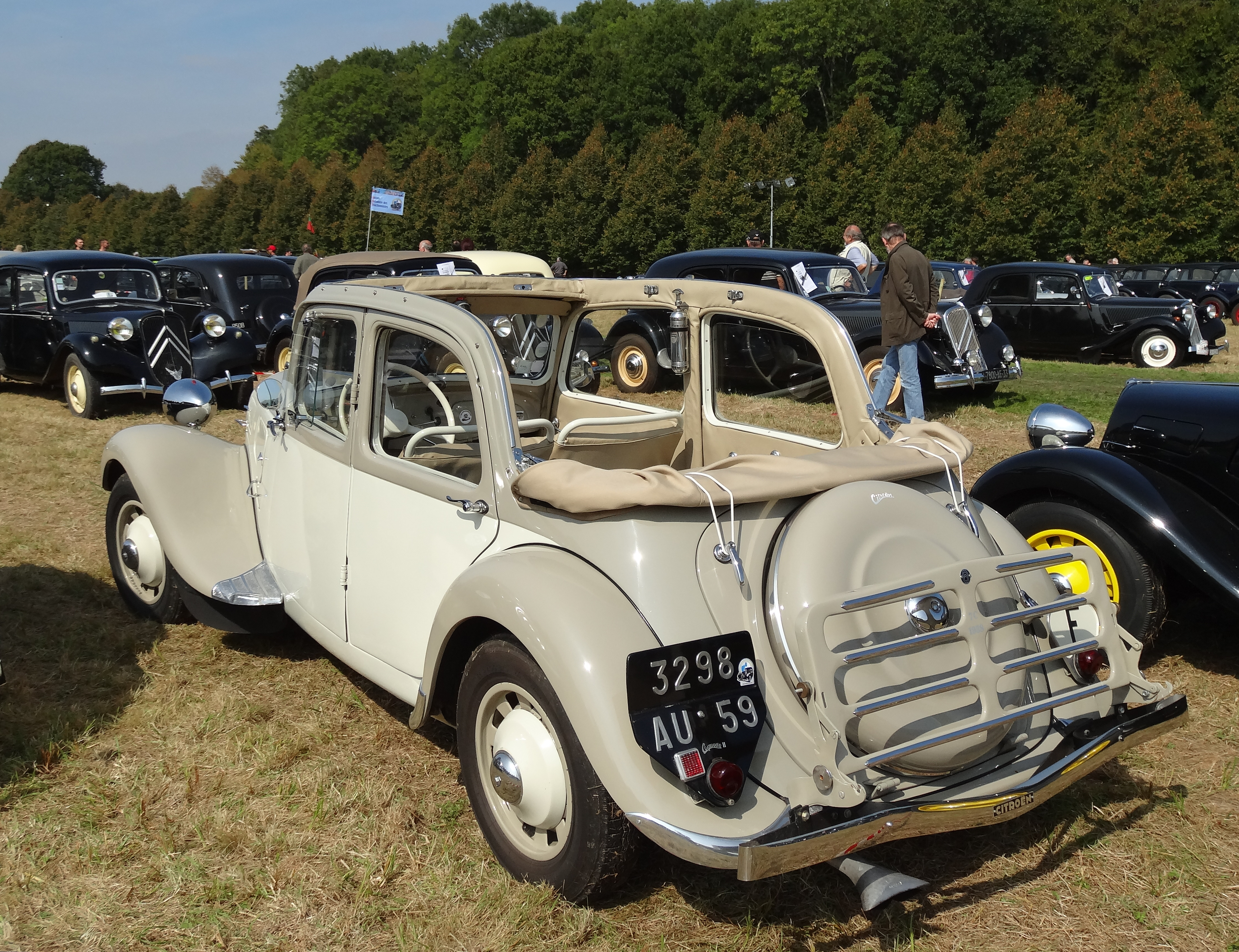
Traction découvrable.
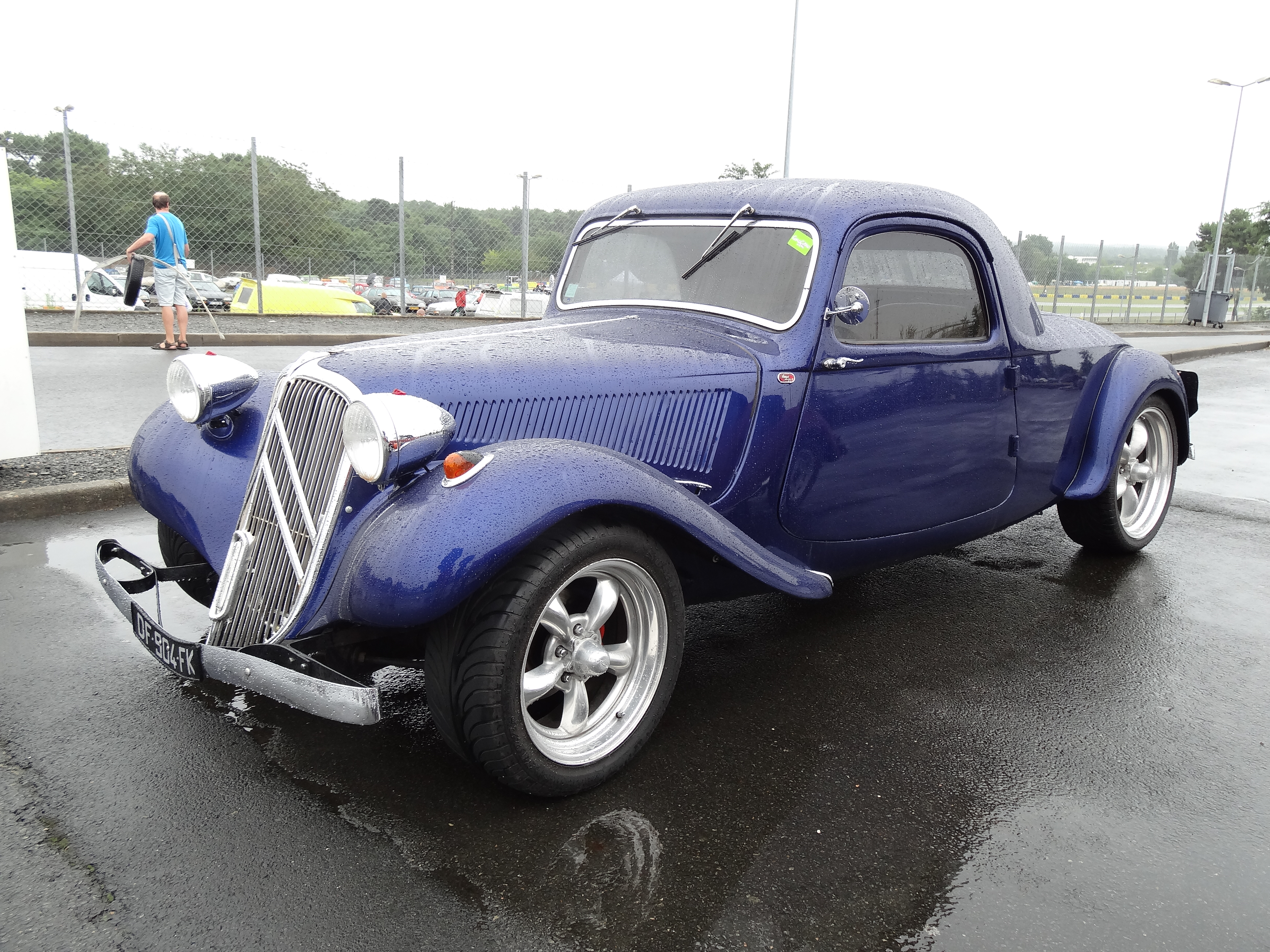
Traction coupé.
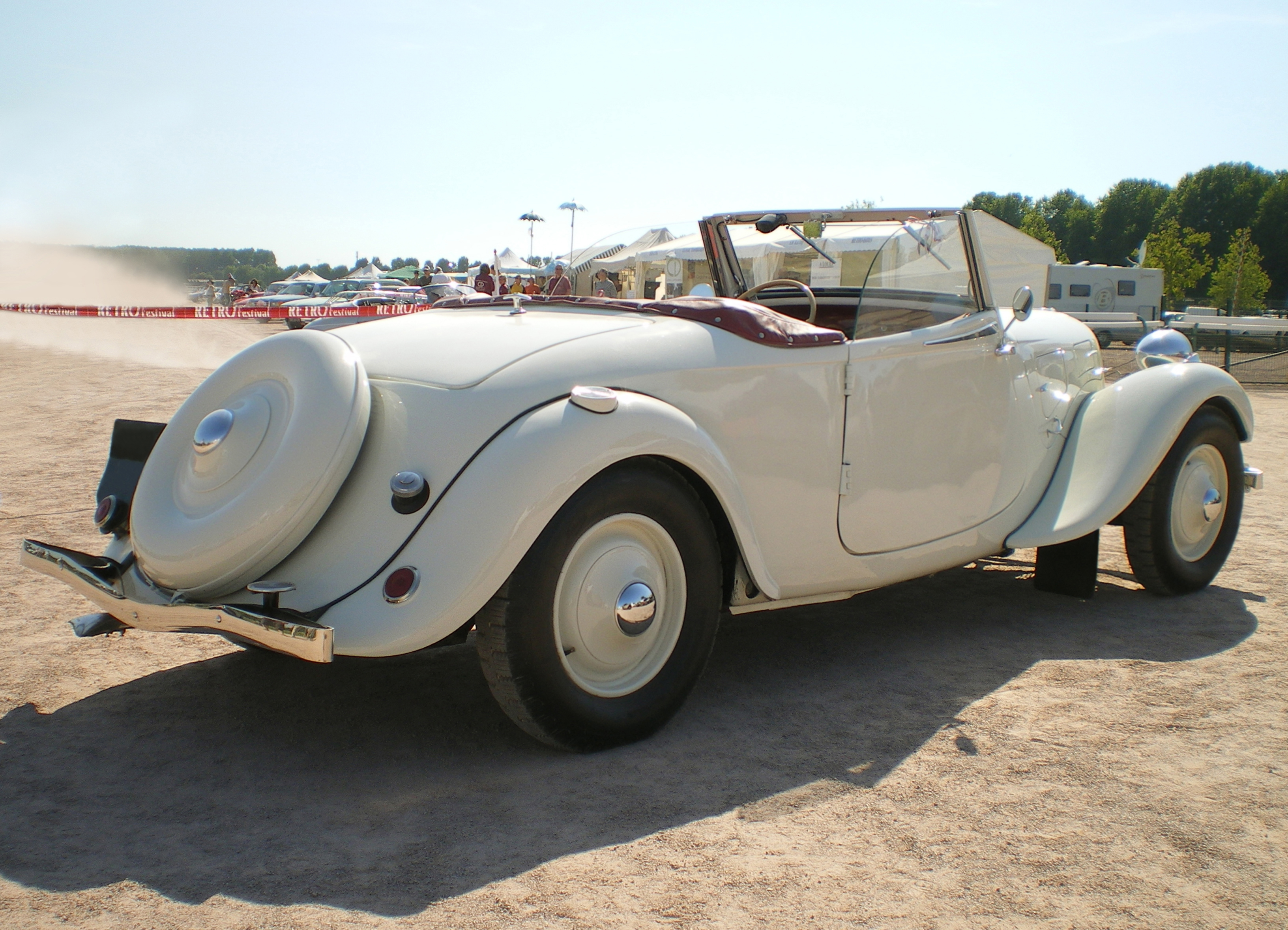
Traction cabriolet.

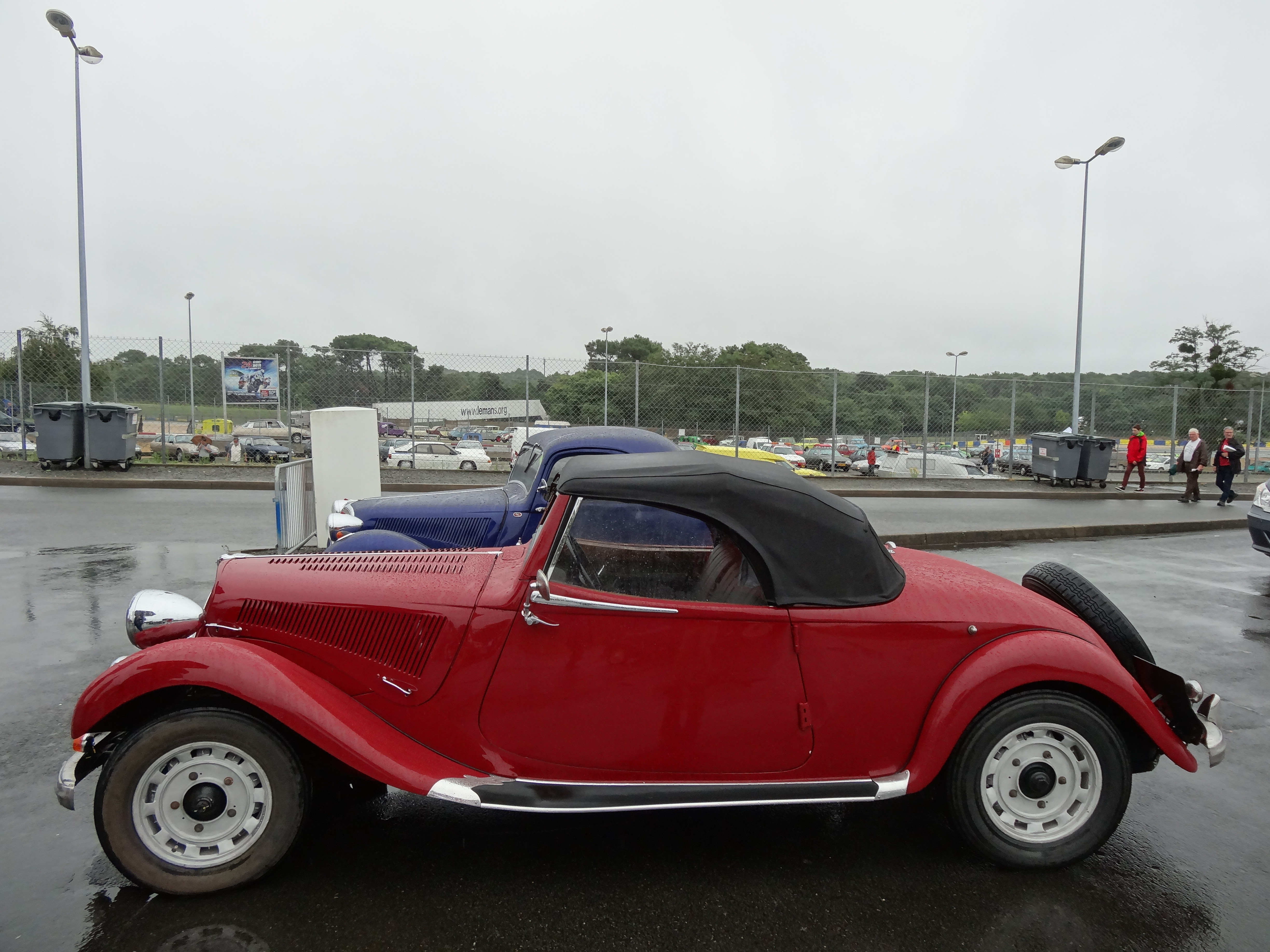
Traction cabriolet capoté.
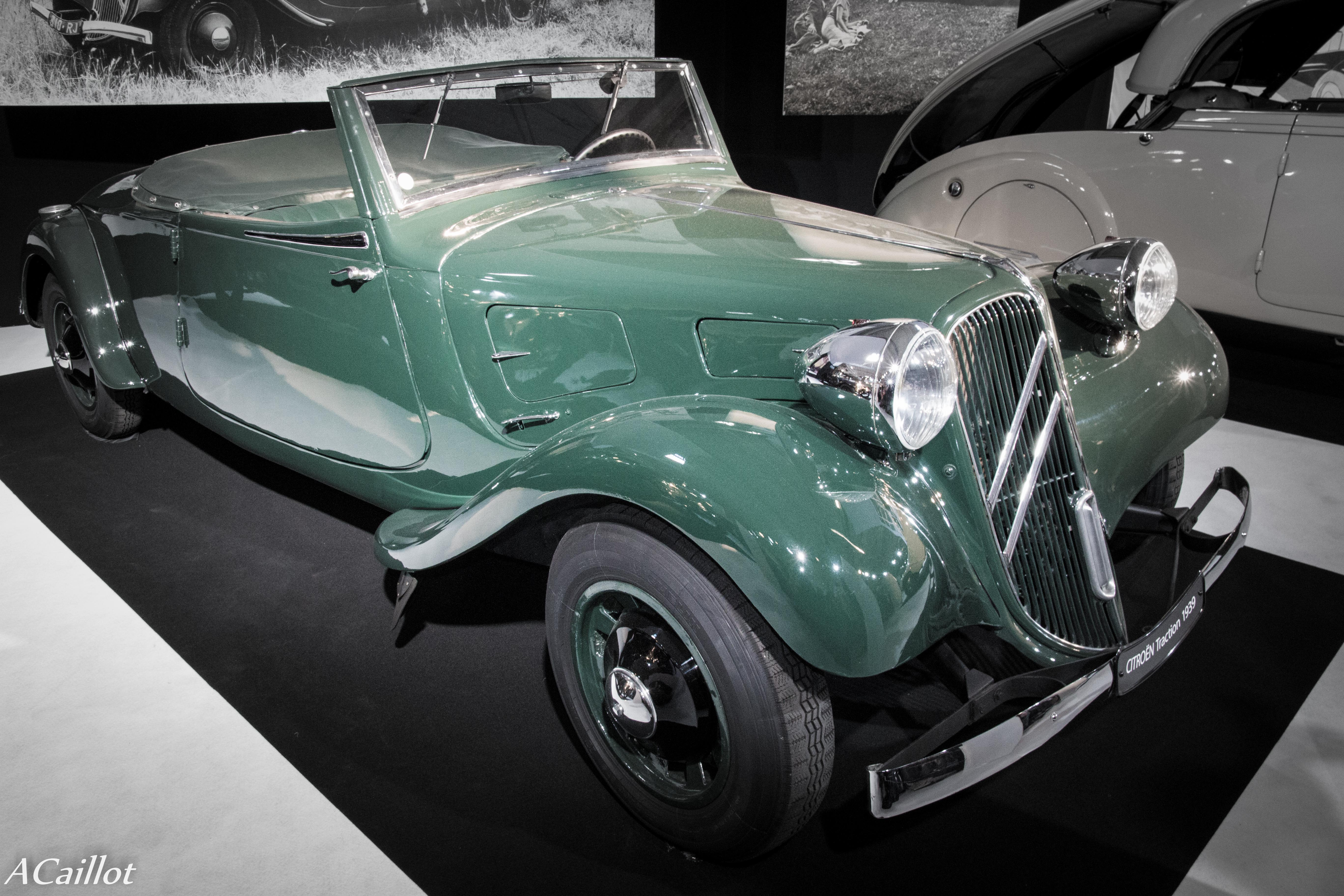
et bâché.
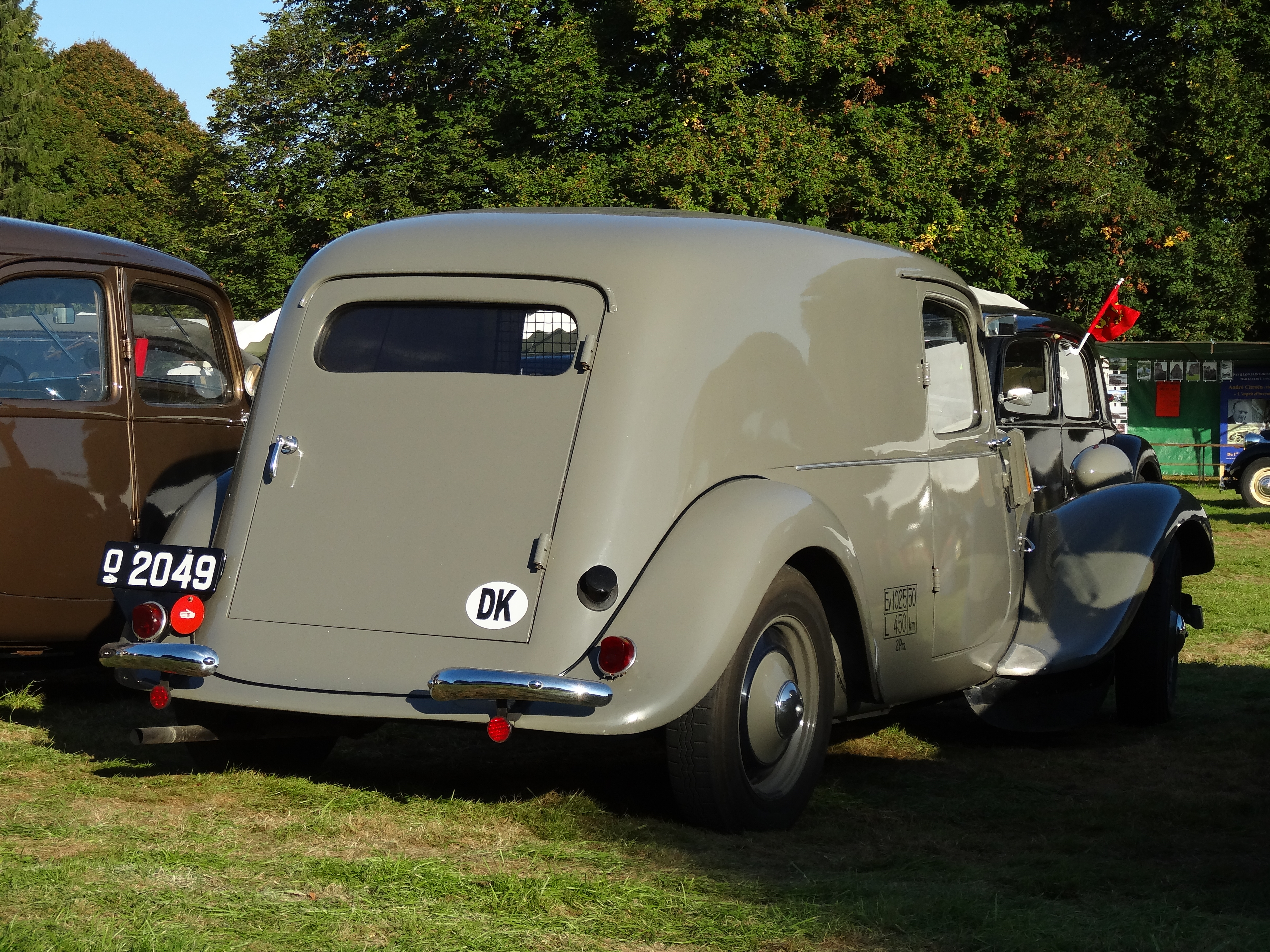
Traction fourgonnette.
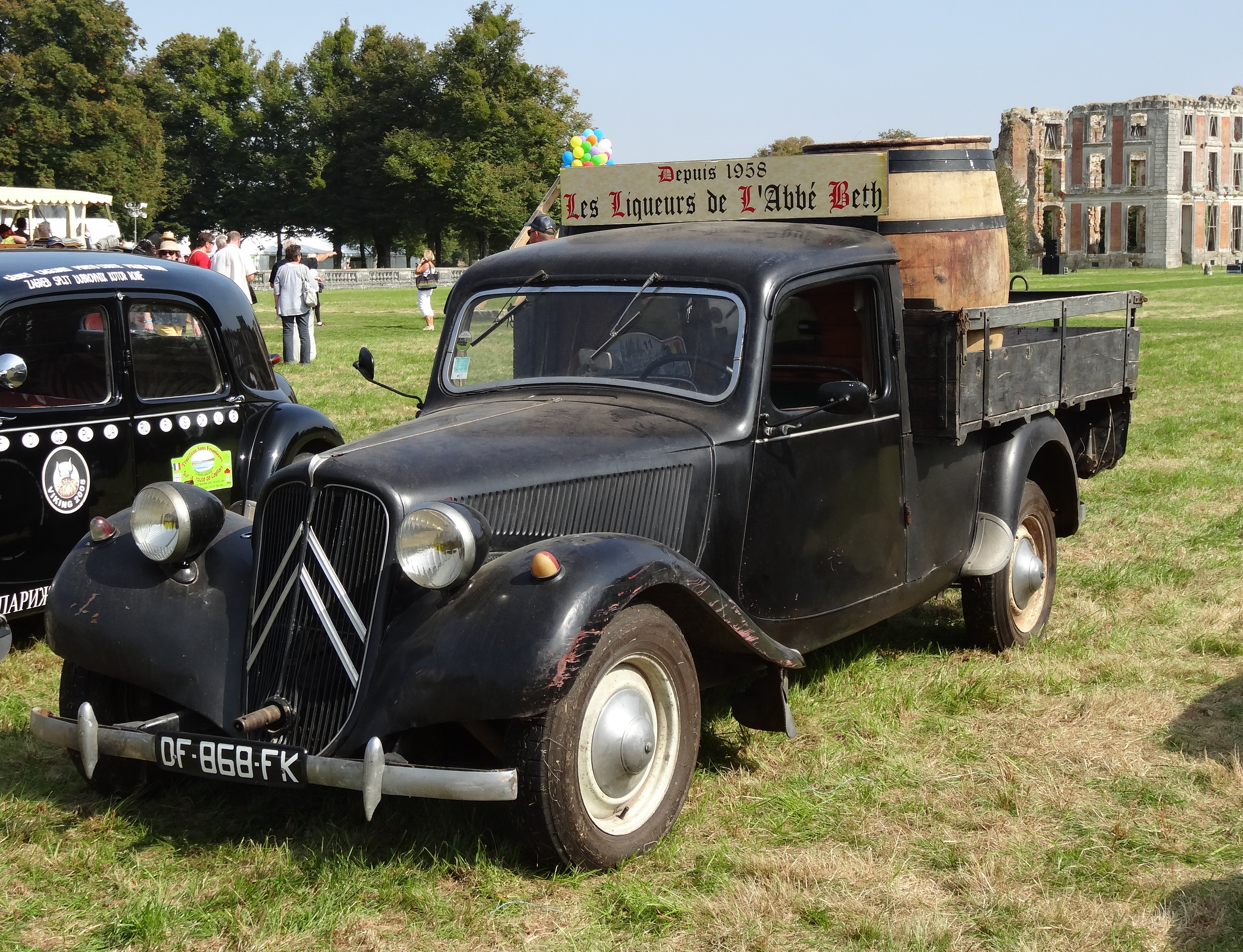
Traction camionnette.

### Les 7

#### 7A

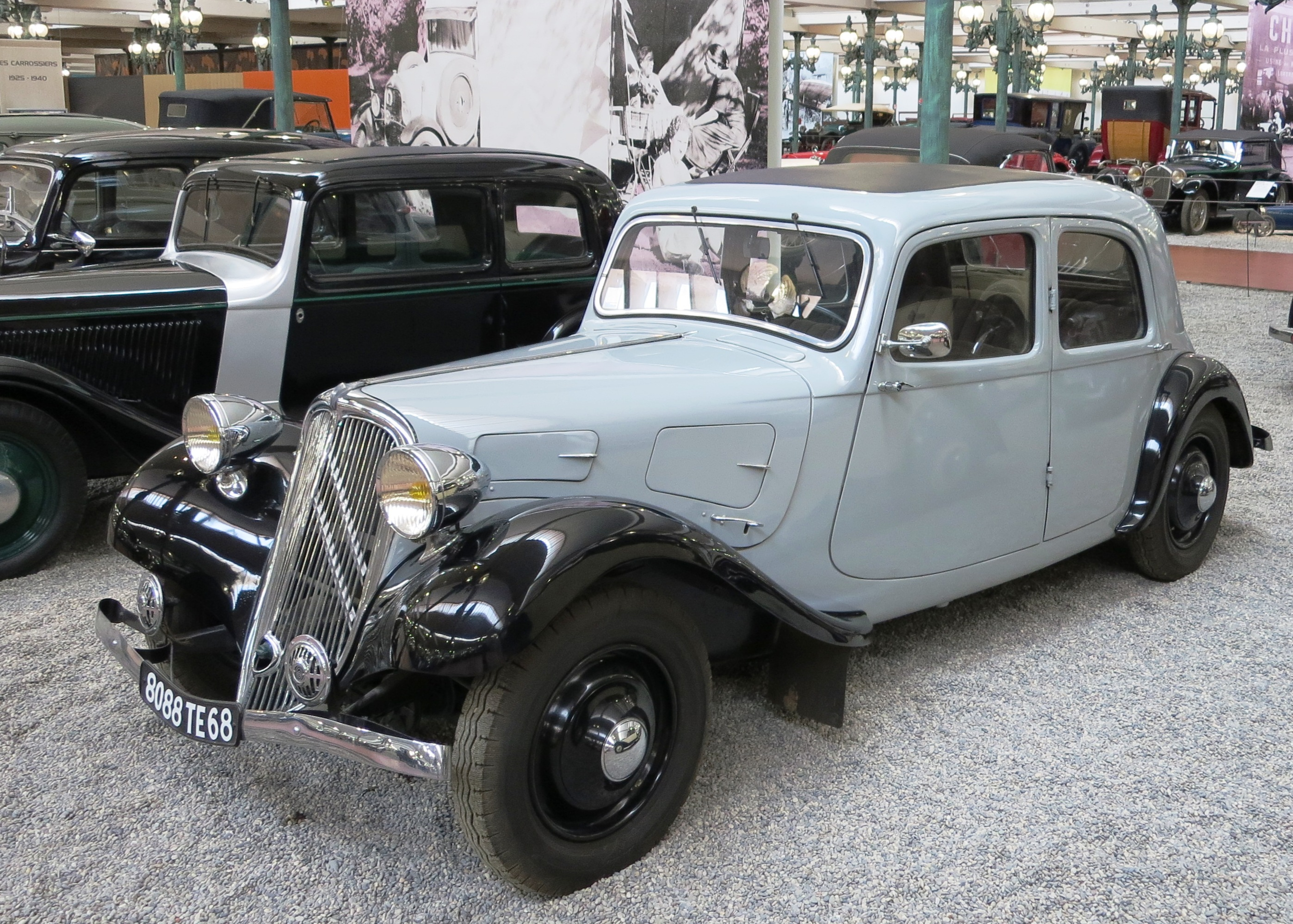
Modèle 7A 1934.

Le premier modèle de Traction Avant produit en série en avril 1934 est connu sous le nom de code 7A. Le moteur de 1 303 cm3, qui comporte des soupapes en tête, des chemises rapportées, un refroidissement par pompe et un allumage de type Delco, est cependant peu performant, car il ne développe que 32 chevaux à 3 200 tr/min. Aussi est-il remplacé par une mécanique plus grosse dans la 7B. À cause d'essais et de mise au point trop rapides, de sévères défauts entachent les débuts de la 7A, allant de casses de tubulures d'échappement à la perte des roues avant, consécutive à la rupture des fusées de cardans, la rupture de barres de torsion ou jusqu'à la déformation de la caisse. La 7A a un toit partiellement souple en moleskine, et le moteur, avec le radiateur, est flottant. La 7A était proposée en berline quatre portes, en « faux-cabriolet » (nom officiel, mais on dirait aujourd'hui un coupé) et en « roadster » (cabriolet). Il est cependant probable que seules des berlines furent fabriquées.
Si les chiffres ne sont pas rigoureux, il est généralement admis que moins de 6 000 Traction Avant 7A ont été produites. Il en subsisterait moins d'une centaine.

#### 7B
La 7A est remplacée dès juin 1934 par une « 7B » équipée d'un moteur de 9 CV porté à 1 529 cm3 (alésage de 78 mm contre 72 mm auparavant et course identique de 80 mm). La puissance augmente légèrement, portée à 35 ch à 3 200 tr/min. La 7B remplace totalement la 7A. Hormis le moteur, elle n'en diffère que par des détails : par exemple, les volets avant de capot s'ouvrent vers l'avant.
La 7B fut commercialisée en berline quatre portes, « faux-cabriolet » (coupé) et « roadster » (cabriolet). La production de 7B ne dépassa pas 10 000 exemplaires, dont il reste moins d'une centaine.

#### 7C
Pour rationaliser la production, un nouveau moteur de 1 628 cm3 (toujours 9 CV) est produit dès décembre 1934. On l'a vu, l'intérêt principal de cette évolution est d'utiliser le bloc de la 11 CV. La nouvelle mécanique de la 7C développe sensiblement la même puissance que le 7B : 36 ch à 3 800 tr/min. La 7C a totalement remplacé la 7B. La 7C disposait d'un toit totalement tôlé (excepté quelques tout premiers modèles). Elle était commercialisée en berline quatre portes, « faux-cabriolet » (coupé) et « roadster » (cabriolet).
En octobre 1935, la malle arrière ouvre vers l'extérieur et en mai 1936, la direction devient à crémaillère.
En 1938, apparaissent les ailes élargies et les roues « Pilote ».
En 1939, le moteur est modifié et devient « 7C économique ». La puissance n'augmente pas mais la consommation baisse d'1,5 litre aux 100 km (d'après les réclames Citroën).
La production des 7C cesse en 1941, après environ 67 000 exemplaires. Le nombre de survivantes n'est pas connu : il est estimé qu'une centaine des anciens modèles (pré-1936) subsistent, et quelques centaines des derniers modèles.

Traction 7C
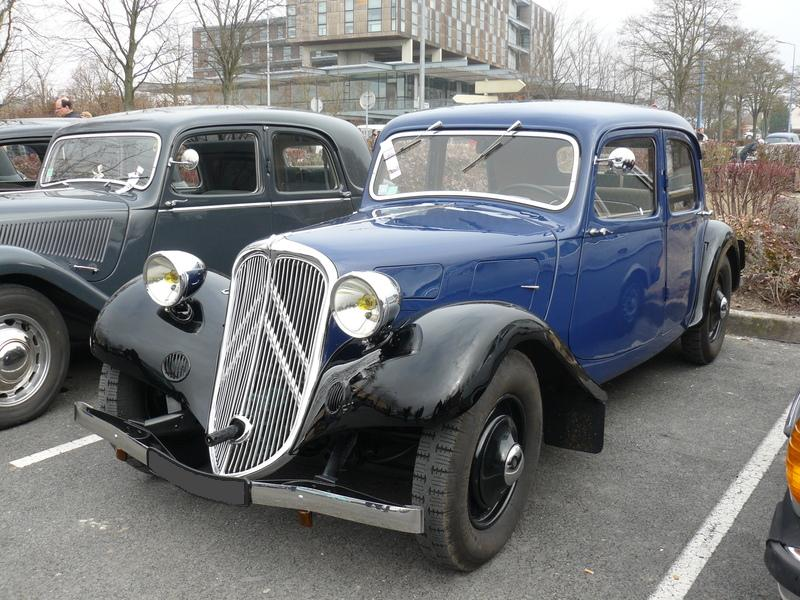
Berline modèle 1935.
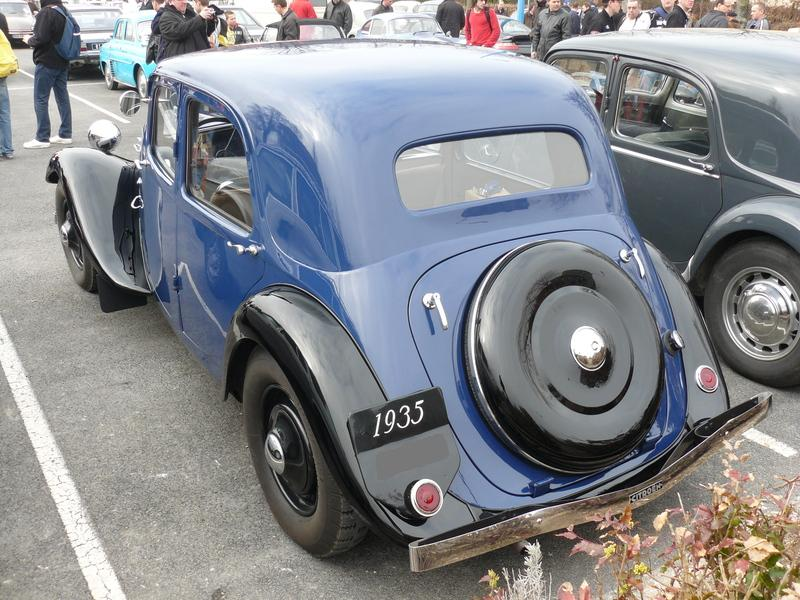
Berline modèle 1935.
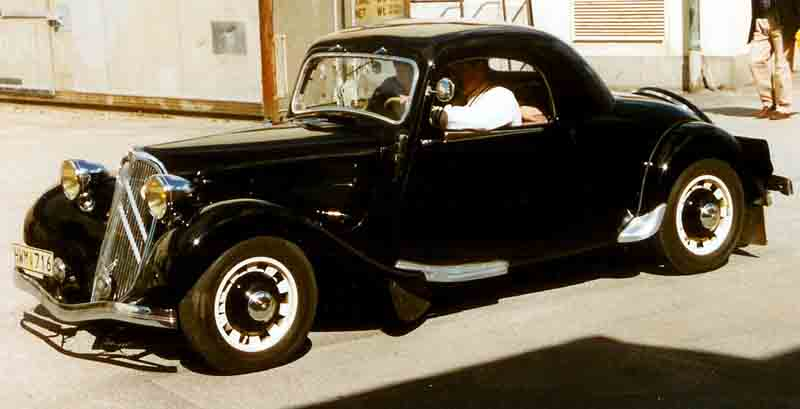
Coupé modèle 1938.

#### 7S
La 7S (pour Sport) apparaît en juin 1934, en même temps que la 7B. Elle en reprend l'essentiel des caractéristiques. Elle est équipée du même moteur 11 CV qui évoluera et équipera par la suite le modèle 11A – 78x100, 1 911 cm3, développant 46 ch réels (48 ch d'après les publicités). L'appellation 7S correspond à la volonté de capitaliser sur la campagne de publicité faite sur les 7. Mais en réalité, la 7S est la première 11 « légère ». La 7S existait en berline quatre portes, en « faux-cabriolet » (coupé) et en « roadster » (cabriolet).
La berline avait un toit entièrement tôlé.
Elle continue sa carrière sous le nom de 11AL dès mi-octobre 1934, après moins de 1 500 unités fabriquées. Le nombre d'exemplaires survivants est inconnu, mais il est assurément très faible, environ une quinzaine. Certaines 11AL seront encore appelées 7S à l'export jusqu'en juin 1935 environ.

### Les 11

#### 11AL et 11AM
En novembre 1934, la 11AL succède à la 7S dont elle conserve l'essentiel des caractéristiques.
En octobre 1935, la malle arrière ouvre de l'extérieur et en mai 1936, la direction devient à crémaillère mettant fin aux problèmes chroniques du système à renvoi.
En 1936, les marques Delage et La Licorne utilisent la carrosserie de la 11AL pour leurs modèles.
En 1937, une petite série appelée 11AM, qui conserve les intérieurs traités haut de gamme de 1934-1936, inaugure une mécanique améliorée préfigurant le moteur « performance » de 1939.
La série des 11AL se termine en février 1937 quand elle est remplacée par les 11BL. Les 11AL ont été fabriquées en berline, « faux-cabriolet » (coupé) et en « roadster » (cabriolet).

#### 11A
À partir de novembre 1934, des voitures plus longues d'environ 20 cm et à la caisse plus large sont fabriquées : ce sont des « 11A ». Celles-ci sont toutes équipées du quatre cylindres 11 CV inauguré sur la 7S.
Les 11A existeront en carrosserie berline, « faux-cabriolet » (coupé) et « roadster » (cabriolet) ainsi qu'en variante rallongée de 20 cm. Celle-ci existera  dans les versions « conduite intérieure », « familiale » (jusqu'à neuf places, incluant trois strapontins repliables entre les sièges avant et la banquette arrière), « coupé de ville » et « commerciale ». Les 11A suivent les mêmes évolutions techniques que les carrosseries « étroites ».

#### 11BL et 11B
En février 1937, la 11BL prend la suite de la 11AL et la 11B celle de la 11A. À part la taille de la carrosserie, les voitures sont techniquement identiques.
Par rapport aux AL et A, des différences esthétiques apparaissent : calandre peinte, tableau de bord avec compteur devant le conducteur et sellerie épurée.

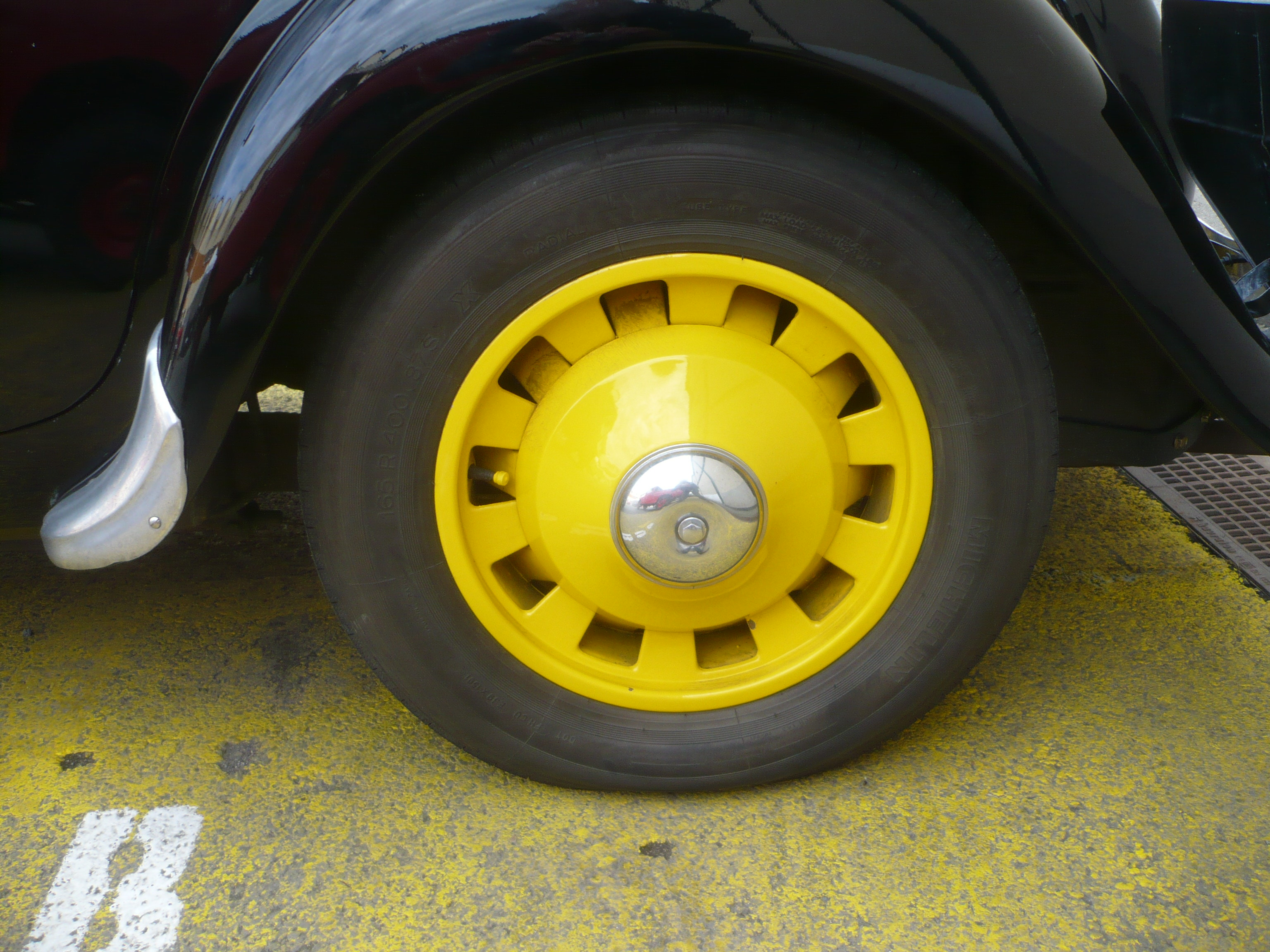
Une roue (celle-ici montée à l'arrière gauche) « Pilote » jaune d'une 11BL de 1939.

En 1938, des roues « Pilote » (jaunes sur les 11BL, rouges sur les 11B) à crevés carrés et des ailes élargies sont montées.
En février 1939, le moteur subit une importante évolution et gagne 10 ch pour un total de 56 ch. La voiture devient la 11 Performance. En 1941, la production s'arrête (quatre voitures fabriquées cette année-là), elle reprend seulement en 1945.
Les 11BL et B sont fabriquées en berline, faux-cabriolet (coupé) et cabriolet. Les coupés BL et B disparaissent en 1938 et les cabriolets en 1939.
En 1945, la série 11BL redémarre lentement avec des pièces stockées, et sous un aspect quasi identique aux modèles 1940. Seule différence, l'emboutissage de la lunette arrière ne présente plus de pliure, la presse ayant été détruite lors d'un bombardement. C'est une méthode infaillible pour différencier les Traction avant et après-guerre. En dehors de la lunette arrière, quelques détails esthétiques différencient les voitures de 1945 et celles de 1941 : contre-portes en carton, caoutchoucs recyclés...
En 1946, le capot à ouvrants est remplacé par un capot à multiples fentes semblable à celui des 15-6, des roues en tôle pleines (roues BM) succèdent aux roues « Pilote », les projecteurs ne sont plus chromés et des butées de pare-chocs apparaissent. La 11B revient au catalogue.
En 1949, des sièges sans tube chromé sont montés jusqu'à la fin de la production.
À l'automne 1952, les quatre ailes reçoivent des clignotants, la malle arrière devient bombée et les pare-chocs droits.
En 1953, la familiale six glaces revient au catalogue en huit places (neuf places avant-guerre).
En 1955, le moteur évolue en « 11D », d'importantes modifications internes le rendent à la fois plus puissant (60 ch), plus économe et plus fiable. Ce moteur servira de base à ceux de la famille des DS et même sans évolutions marquantes à celui de l'ID 19.
En juillet 1957, la Traction Avant tire sa révérence, la dernière fabriquée est une familiale.

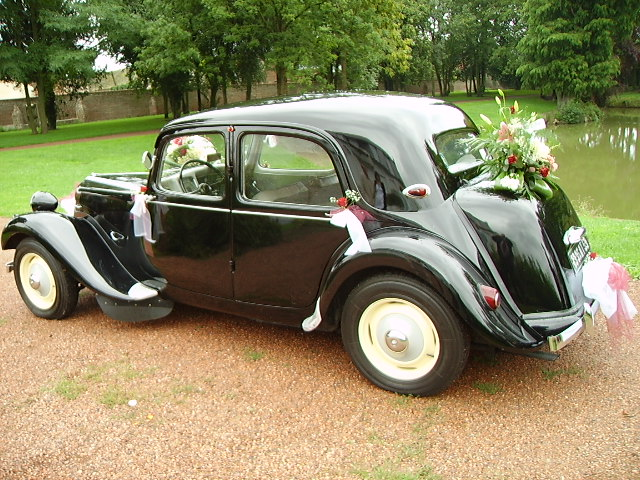
Traction 11 BL 1953.
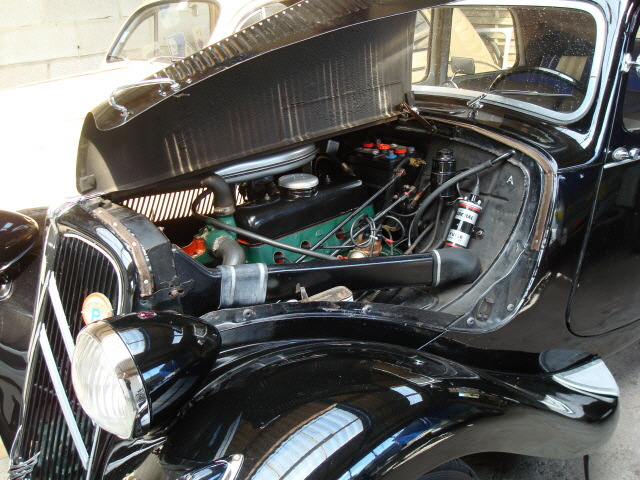
Moteur Perfo 11 BL 1953.
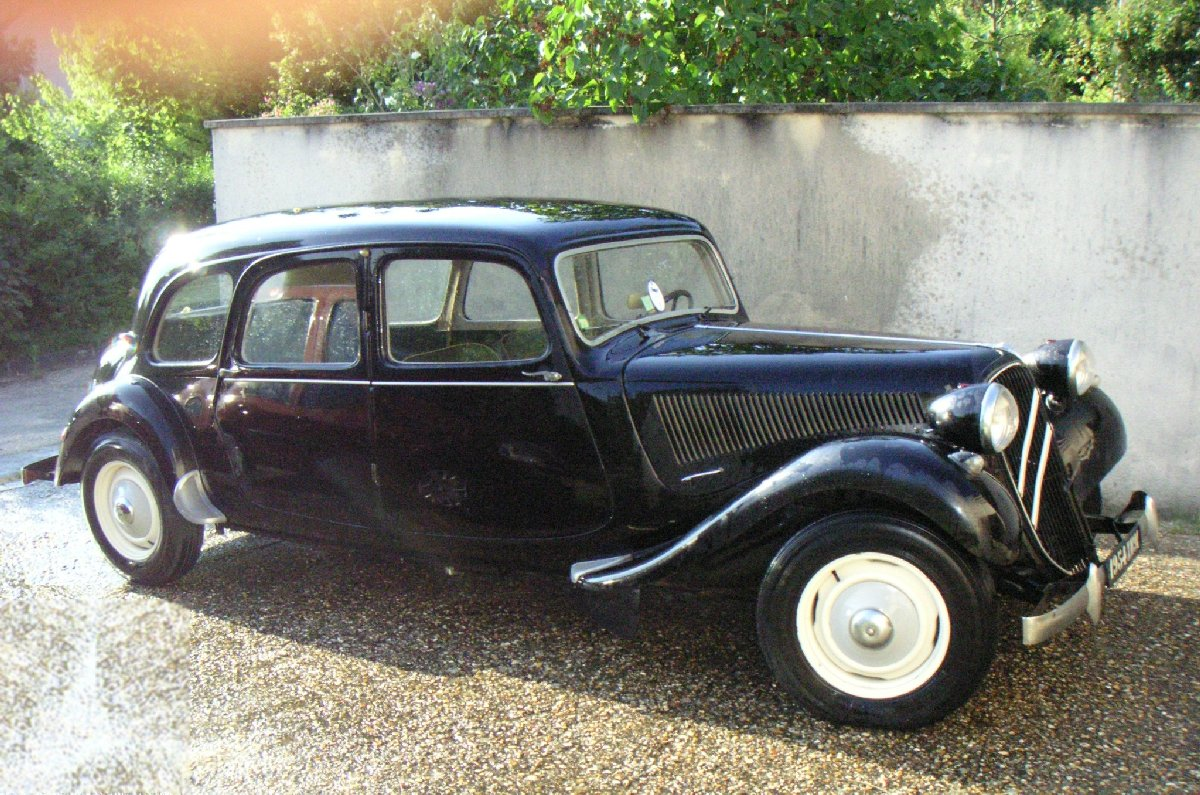
Modèle 11B familiale 1954, carrosserie à 6 glaces, 8 places dont 3 strapontins.
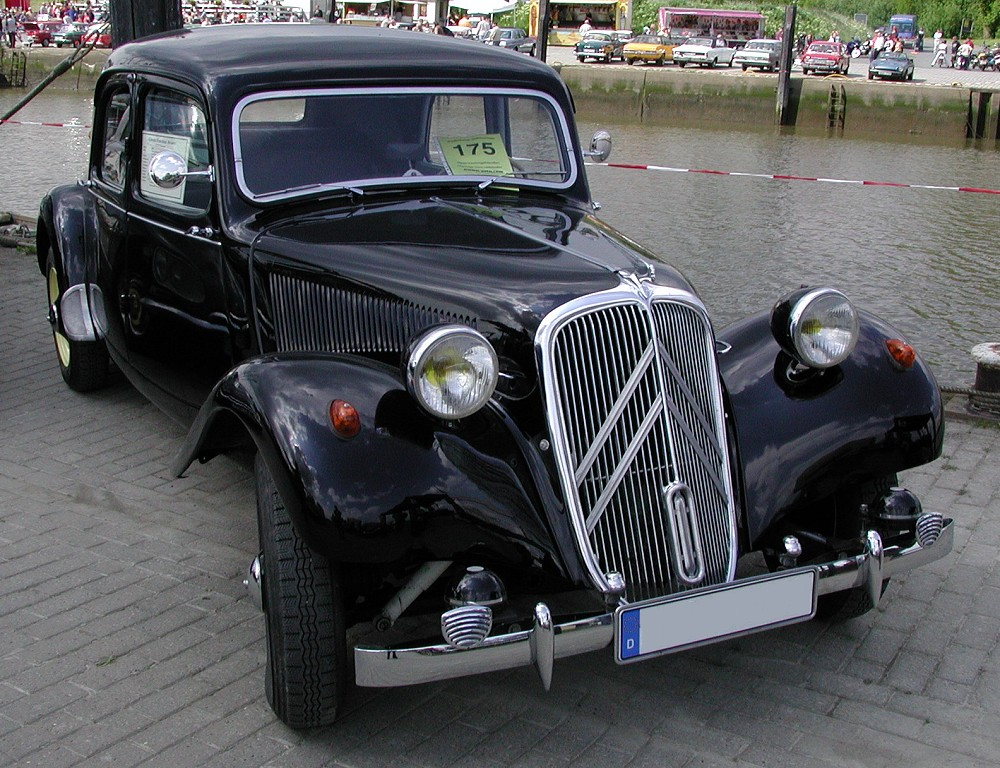
Modèle 11B 1954 à pare-chocs droits et imposant garde-boue à l'avant.

### 15-Six G, D et H

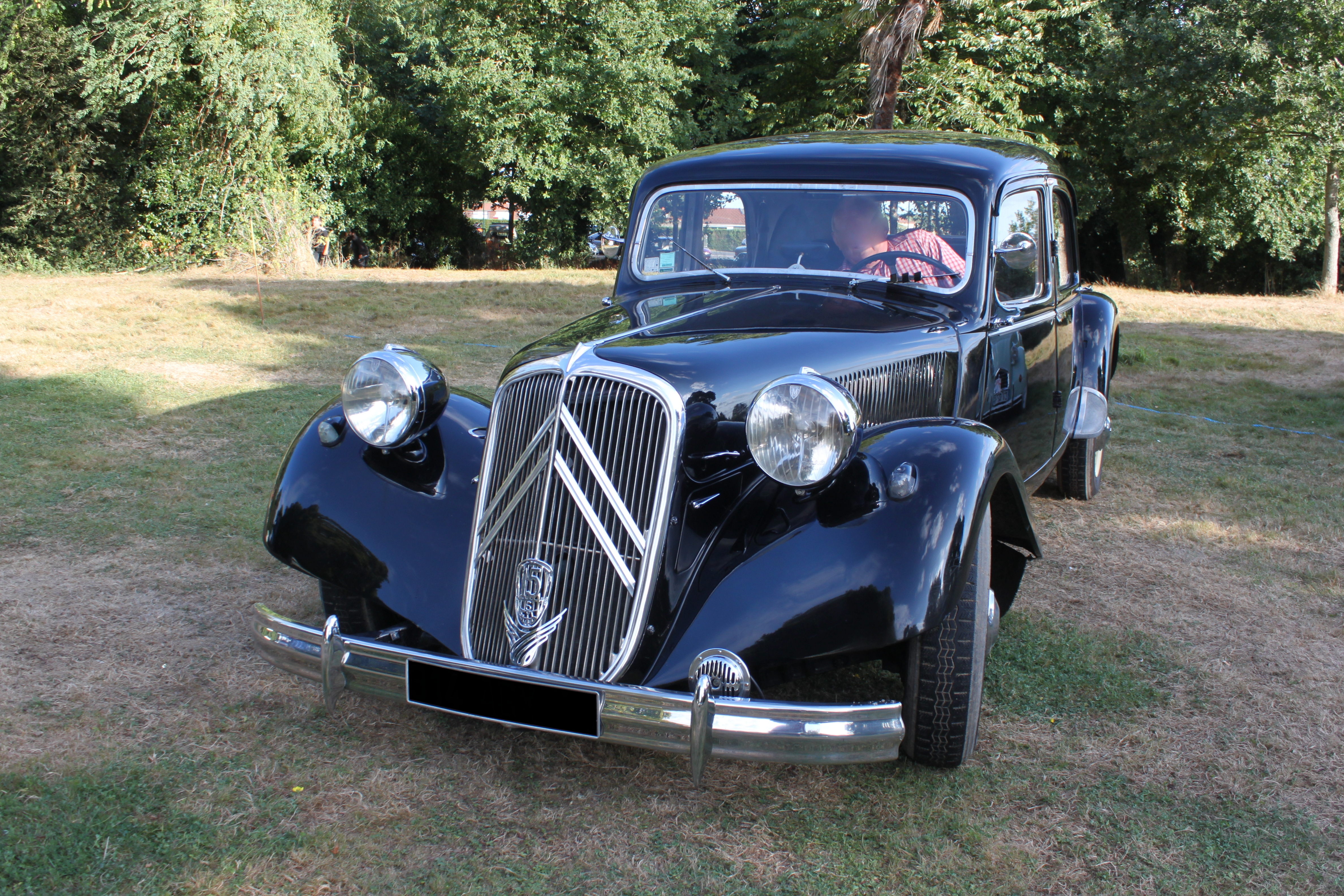
Une Traction 15-six cylindres

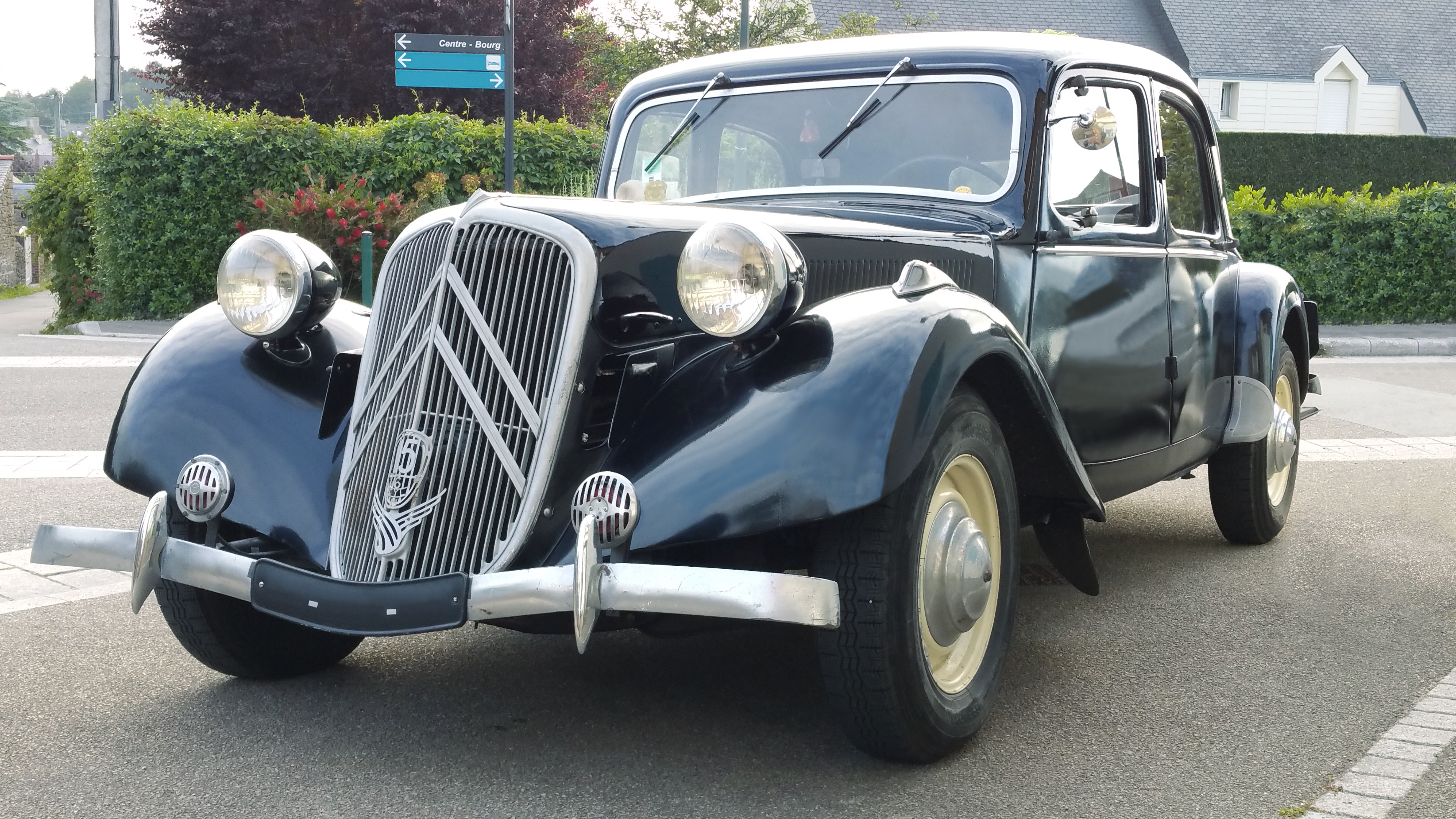
Une Traction 15-six D

Modèle à moteur 6 cylindres en ligne de 2 867 cm3 et 77 ch introduit en 1938. Cette voiture haut de gamme utilise un moteur de 11B rallongé de deux cylindres (cotes 78x100) et une caisse de 11B. Malgré son nom, cette voiture est une 16 CV fiscaux. L'appellation courante 15 CV est donc erronée mais répandue, la dénomination officielle étant 15-Six.
La 15-6 devient rapidement la « reine de la route » du fait de ses performances élevées (135 km/h) liées à une excellente tenue de route. La carrosserie existe en version berline, « conduite intérieure » rallongé et familiale. Seulement cinq cabriolets d'usine ont été construits.
Remise en production en 1946, la 15-6 reçoit en 1947 un moteur modifié tournant à droite (comme tous les quatre cylindres depuis 1934) et devient la 15-6 D. Les modèles précédents s’appellent rétroactivement des 15-6 G.
Lors de l'amélioration de la gamme Traction en 1952, en plus de l'apparition d'une malle bombée, les 15 troquent leurs pare-chocs incurvés contre des éléments droits plus massifs que ceux de la gamme 11.
En mai 1954, les derniers modèles 15-6 H inaugurent sur les roues arrière le système de suspension hydropneumatique qui équipera la DS 19 un an plus tard.

### La 22 V8

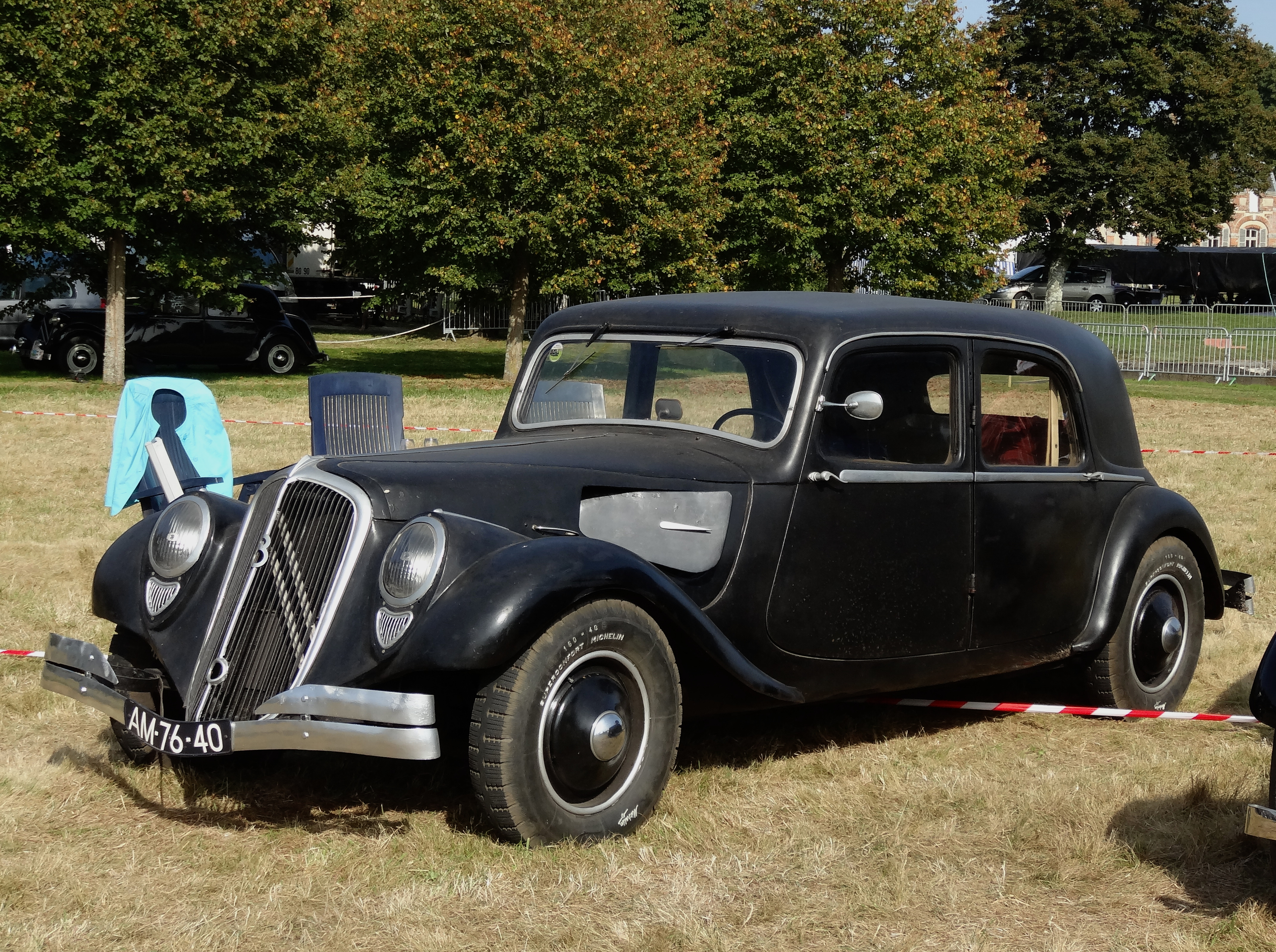
Réplique moderne du prototype Traction 22 à 8 cylindres en V présenté au Salon de L’Automobile de 1934

Série de prototypes à mécanique V8 de 3 822 cm3. Si une vingtaine de prototypes d'essais ont été fabriqués, dont une partie équipés de moteurs V8 Ford , la production en série n'a jamais démarré. Cette mystérieuse voiture demeure un mythe chez les amateurs de la marque au double-chevron.
En octobre 1933 le Conseil d'Administration de Citroën valide la construction d'un modèle Traction à moteur V8. Elle devait être équipée d'un moteur V8 Citroën culbuté de 3 822 cm3 réutilisant un maximum d'éléments issu du moteur de la 11 (notamment bloc cylindres, culasses, bielles et pistons) , avec une puissance prévue de 100 ch, elle devait recevoir une transmission à convertisseur Sensaud de Lavaud pour deux ou trois vitesses. Cette transmission n'étant pas au point pour le salon inaugural d'octobre 1934, elle est finalement présentée munie d'une boîte classique à 4 rapports avec embrayage à sec. Cependant durant les essais, du fait de problèmes de surchauffe, ce moteur ne produira pas plus de 90 ch. À titre comparatif, une partie des prototypes d'essais ont été équipés d'un moteur V8 à soupapes latérales Ford de 85 ch.
Une rumeur persistante a longtemps fait état de l'existence d'une survivante aux États-Unis, mais il s'agit de l'un des trois exemplaires de cabriolet 15-6 produits en 1939/1940 dont deux ont depuis regagné l'Europe. Si aucune 22 ne semble être parvenue jusqu'à nous, un enjoliveur de phare d'un exemplaire accidenté dans l'Ain en 1939 est conservé par un historien lyonnais. Par ailleurs, une 22 limousine partiellement cannibalisée a été subtilisée dans le garage d'un ancien sénateur lyonnais ayant roulé à son bord après la Seconde Guerre mondiale. La Traction a été récupérée en juillet 1980 par un collectionneur au domicile de la veuve du sénateur.
Une réplique réaliste, réalisée sur la base d'une berline 11A avec un moteur Ford V8 Mercury d'après-guerre roule aux Pays-Bas. Deux journalistes, Hervé Laronde et Fabien Sabatès, ont réalisé, en 1994, un ouvrage de référence de cent-quatre-vingts pages comportant de nombreuses informations et documents inédits : « La 22, enquête sur une mystérieuse Citroën ».

## Technique

### De nombreuses innovations

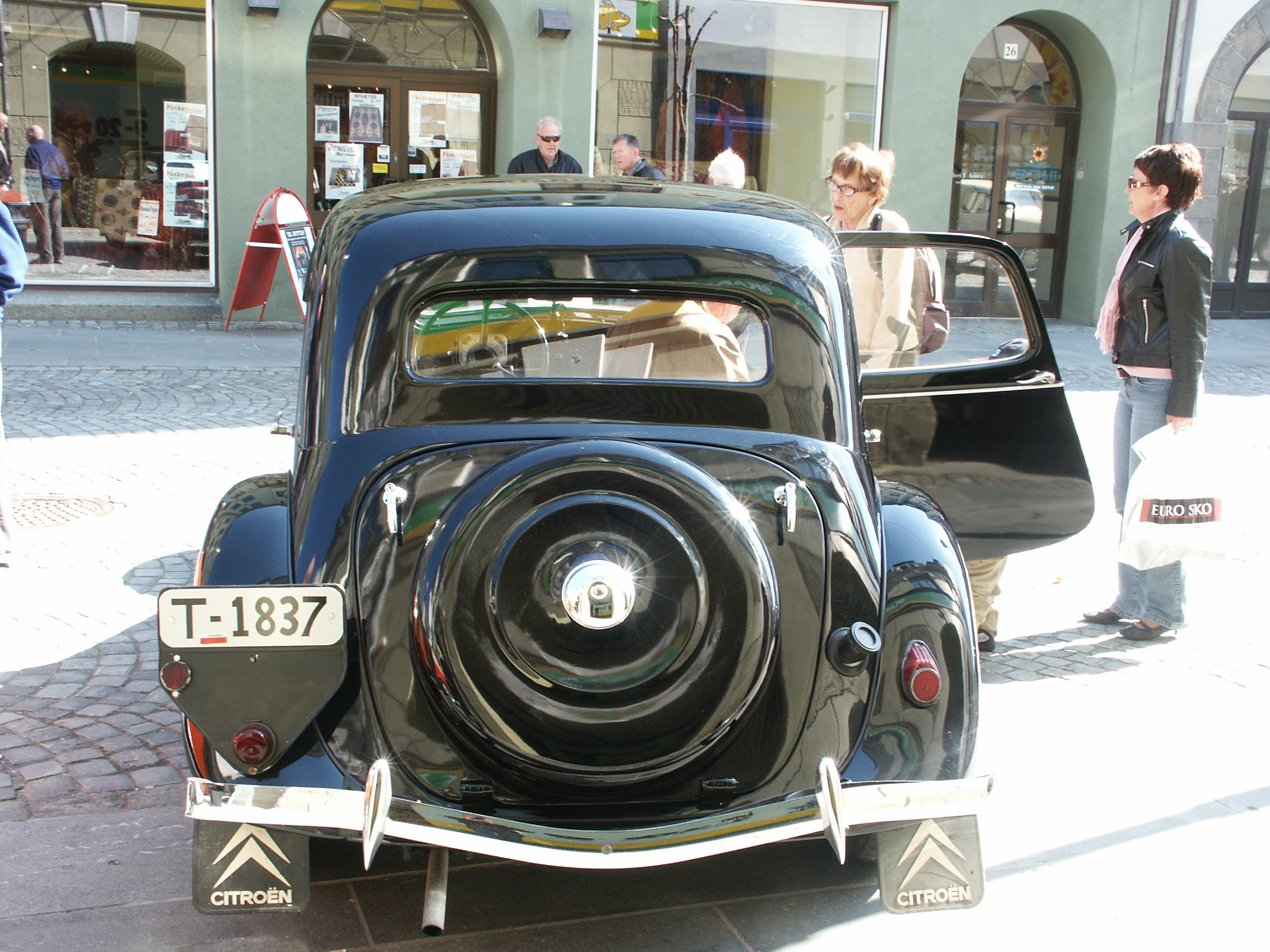
Modèle 11 BL à porte de malle plate ouvrante.

La Traction Avant ouvre la voie à l'automobile moderne grâce à ses nombreux progrès technologiques dont le fameux dispositif à cardans. Les freins délaissent le traditionnel système à câble pour un système hydraulique, technologie déjà appliquée sur la Lancia Augusta de 1932. L'absence de châssis permet d’abaisser le centre de gravité. Mais la principale innovation est le mode de propulsion. Pour la première fois, un modèle français de grande série adopte la traction, gage d’une excellente tenue de route.
Créée par André Lefebvre, la Traction Avant apparaît d'abord comme une voiture extrêmement moderne. En témoignent sa carrosserie quasi monocoque en acier selon la technique Budd importée des États-Unis, ses freins hydrauliques Lockheed à tambours, ses quatre roues indépendantes, sa suspension par barres de torsion, son moteur monté flottant à soupapes en tête avec chemises amovibles. Seule une médiocre boîte de vitesses à trois rapports bâclée détonne dans cet ensemble brillant. En effet, cette boite mécanique dut être conçue en quelques jours pour pallier les problèmes insurmontables liés à la mise au point de la transmission automatique Sensaud de Lavaud, un concept ambitieux et sophistiqué qui ne verra le jour que vingt et un ans plus tard sur la DS.

### Motorisation

#### Les 4-cylindres
Tous les moteurs de Traction ont comme point commun une architecture moderne pour l'époque. Ils sont construits sur un bloc en fonte de quatre ou six cylindres avec chemises rapportées.
L'arbre à cames latéral commande des soupapes en tête a contrario de la technique contemporaine qui utilisait des soupapes latérales. Le taux de compression plus élevé permet un meilleur rendement et favorise une consommation raisonnable dans le contexte des années 1930. Les autres constructeurs français ne lanceront des blocs comparables qu'après guerre, Peugeot avec la 203 et Renault avec la 4 CV.
Le premier bloc équipant la 7A est un 1 303 cm3 de 32 chevaux de 72 mm d'alésage et 80 mm de course à trois paliers.
Ce bloc évolue rapidement sur les 7B avec 1 529 cm3 et 35 ch par augmentation du diamètre des pistons à 78 mm. Ces pistons ne seront pas ceux du futur moteur 11 CV car leur hauteur au-dessus de l'axe est moindre de 4 mm. La puissance fiscale est de 9 CV bien que la voiture garde le nom de « 7 ».
Sur la 7C, la cylindrée évolue légèrement à 1 629 cm3 et une puissance de 36 ch. Le bloc reprend l'alésage du 7A à 72 mm mais avec cette fois-ci avec la course du moteur 11 CV (100 mm), ce qui permet d'utiliser les mêmes hauteurs de bloc et les mêmes vilebrequins. Cette motorisation ne subira qu'une évolution en 1939 pour devenir plus économique sans augmentation de puissance sur la 7C Eco. Elle ne survivra pas à la guerre mais continuera sa carrière modifiée dans certaines versions du Type H.
Tous les moteurs 7 CV étaient alimentés par un carburateur horizontal Solex de 30 mm.
Ensuite, le moteur 11 CV fiscaux utilise le bloc à 100 mm de course des 7C et des pistons de 78 mm. La cylindrée est de 1 911 cm3 et la puissance de 46 ch en 1934. Ce bloc équipait les injustement nommées 7S (qui allaient devenir les 11AL puis 11BL) et les 11 CV  à carrosserie agrandie 11A puis 11B jusqu'à la fin de la Traction.
Il subit une évolution notable en 1939 du fait de l'augmentation des performances grâce à un taux de compression augmenté et une refonte subtile des parties en mouvement. Avec une nouvelle pipe d'admission verticale et un carburateur Solex de 35 mm, le 11 amélioré développait 56 ch tout en préservant la consommation. Ce nouveau bloc dit « 11 performance »  équipa les 11 jusqu'à l'arrivée du bloc dit « 11D ».
Le moteur « 11D » est l'ultime évolution (sur la Traction) du vénérable « tourne broche » comme l'appelait Lefebvre ! Le « 11D » subit d'importantes modifications, dont l'essentiel sont invisibles, visant à le rendre plus fiable et plus économique. La puissance évolue légèrement vers 60 ch. La 11 CV terminera sa carrière avec le « 11D » qui sera ensuite adapté à l'ID19 et à certains Type H.
Les moteurs quatre-cylindres de la DS ne furent que des évolutions modernisées du bloc de la 11 CV, dont dérivèrent encore ceux de la CX en 1974. Il n'y avait cependant plus grand-chose de commun entre le bloc de la Traction et ses lointains descendants produits sur la CX jusqu'en 1990.

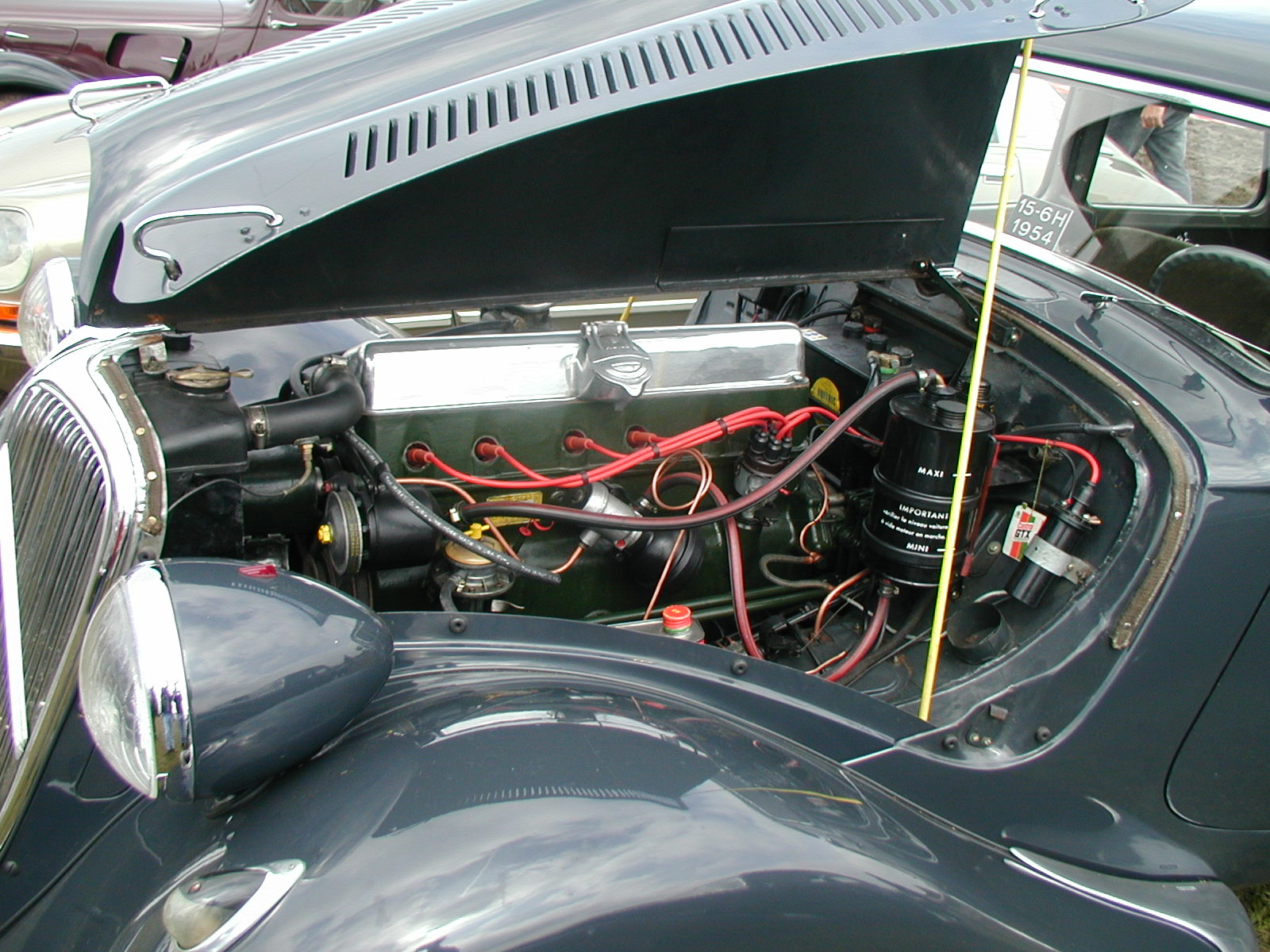
Moteur 6-cylindres de la 15-Six H

#### Les 6-cylindres
Lancé en 1938, le bloc des 15-6 était un 4-cylindres en ligne rallongé de deux cylindres. Avec les mêmes cotes de 78 × 100, la cylindrée était de 2 867 cm3 et la puissance de 77 ch, une valeur respectable à cette époque. L'appellation 15/6 de la voiture laisse à penser que la puissance fiscale de ce moteur est de 15 CV alors qu'elle est de 16 CV et, devant ce manque de logique, beaucoup s'y sont laissés prendre.
Le vilebrequin des premiers moteurs tournait à l'envers par rapport au bloc 11 CV, ce qui valut aux premières 15 l'appellation « 15G ». En 1947, le moteur était revu pour tourner dans le même sens que les 4-cylindres de 1934. L'appellation était alors de « 15D » pour « droite » en opposition au « G » de « gauche ».

#### Les 8-cylindres
Le moteur V8 des 22 utilisait la cote 78 × 100 des 4-cylindres ce qui donnait une cylindrée doublée de 3 822 cm3 pour 100 ch escomptés. Une rumeur a couru sur la fabrication d'un exemplaire de moteur V8 14 CV monté à partir de deux blocs 7A (72 × 80) soit une cylindrée de 2 606 cm3 pour une puissance inconnue mais cette assertion reste à vérifier (aucun document connu ni photo), les essais sur route du prototype furent réalisés avec un moteur d'origine Ford moins puissant.
Dans tous les cas, les rares dessins de coupe du moteur V8 Citroën qui subsistent laissent apparaître un bloc et un vilebrequin spécifique (et non deux blocs 4-cylindres accouplés), un seul arbre à cames central et un carburateur Solex 30 IFF.

## Les préparateurs

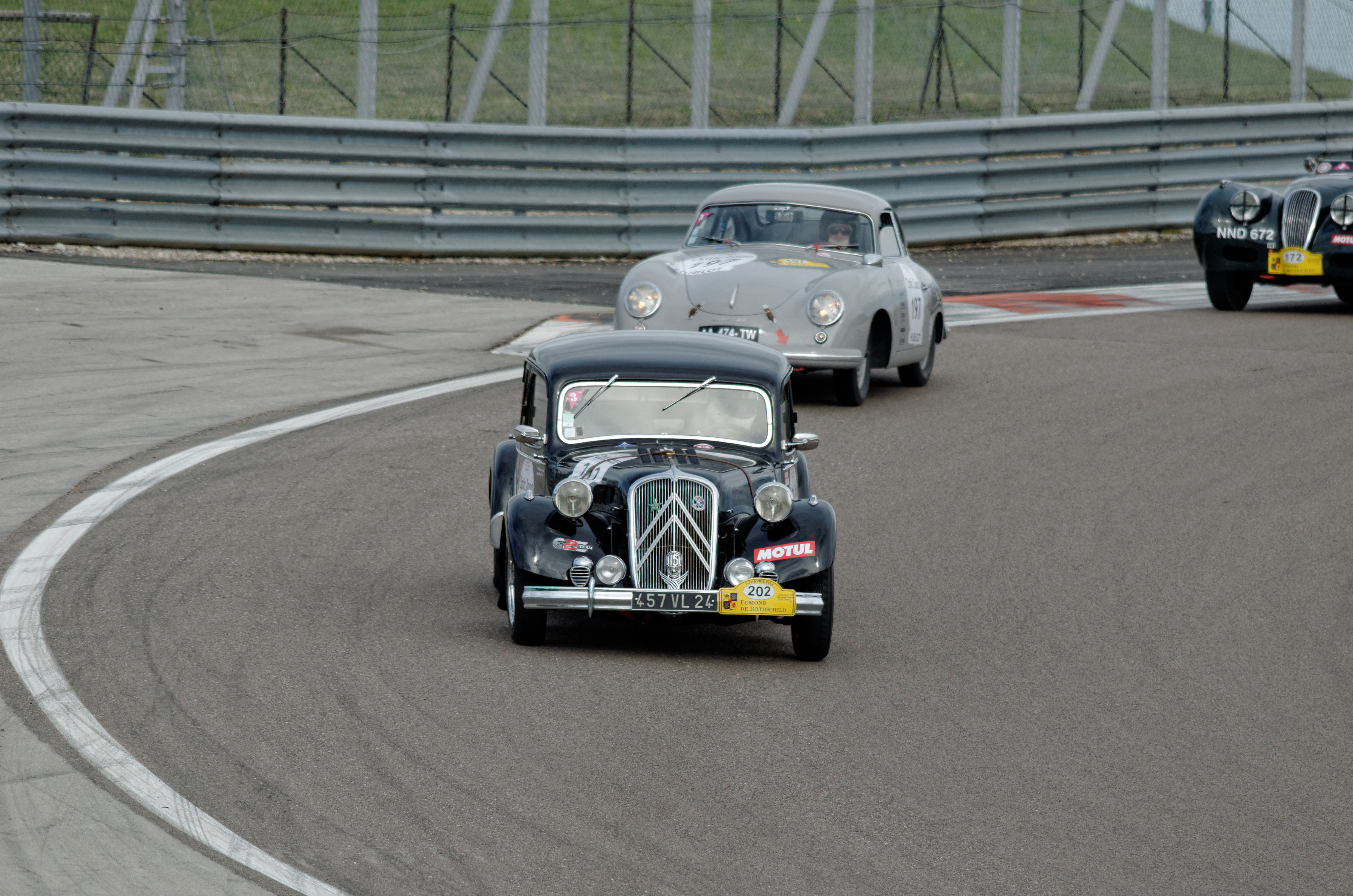
La 15 six Tour Auto (TdF) en action.

En 1950 Georges Regembeau métamorphosa littéralement sa traction 15-Six. Le moteur qui développait 77 ch à l'origine passa à 195 ch grâce à l'injection directe mécanique (avant la Mercedes-Benz 300 SL) et l'ajout d'un compresseur Constantin. L'adoption d'une boîte de vitesses RG à 6 rapports permettait de flirter avec les 210 km/h, vitesse attestée sur l'anneau de Montlhéry, la consommation moyenne s'établissant autour des 9 litres aux 100 km. La boîte de cette traction était entièrement réalisée par le "sorcier" lui-même et disposait d'une commande électro-hydraulique permettant soit de garder un mode de conduite automatique, soit d'enclencher les vitesses manuellement. Autre innovation technique sur cette voiture construite en 5 exemplaires, les freins inusables Regembeau élaborés à partir d'un système de turbine installés dans les tambours et fonctionnant sur le principe d'un convertisseur de couple inversé .

## Classement dans le système fiscal et assurantiel français
Les deux moteurs quatre cylindres avaient 7 CV et 11 CV comme leur nom l'indique. Le six cylindres 15 CV-Six, quant à lui, possédait en réalité 16 CV, tandis que le huit cylindres, dont seulement douze furent construits, avait, comme son nom l'indique, 22 CV.